# Islamismo
Islamismo é uma religião abraâmica monoteísta centrada no Alcorão e nos ensinamentos do profeta Muhammad. Seus crentes são chamados muçulmanos e totalizam aproximadamente 1,9 bilhão* de pessoas em todo o mundo, o que faz deles a segunda maior população religiosa do mundo depois dos cristãos.
Os muçulmanos acreditam no puro monoteísmo, que o islamismo é a versão completa e universal de uma fé primordial que foi revelada muitas vezes por meio de profetas anteriores, como Adão (que se acredita ser o primeiro homem), Abraão, Moisés e Jesus, entre outros; essas revelações anteriores são atribuídas ao judaísmo e ao cristianismo, que são considerados no islamismo como religiões predecessoras espirituais. Os muçulmanos consideram o Alcorão a palavra literal de Deus e a revelação final inalterada. Juntamente com o Alcorão, os muçulmanos também acreditam nas revelações anteriores, como o Tawrat (Torá), o Zabur (Salmos) e o Injil (Evangelho). Eles também consideram Muhammad como o principal e último profeta islâmico, por meio de quem a religião foi completada. Os ensinamentos e exemplos normativos de Muhammad, chamados de suna, documentados em relatos chamados de hádice, fornecem um modelo constitucional para os muçulmanos. O islamismo ensina que Deus (Alá) é único e incomparável. Afirma que haverá um "Julgamento Final" em que os justos serão recompensados no paraíso (Jannah) e os injustos serão punidos no inferno (Jahannam). Os Cinco Pilares - considerados atos obrigatórios de adoração - compreendem o juramento e credo islâmico (shahada); orações diárias (salah); esmola (zakat); jejum (sawm) no mês do Ramadã; e uma peregrinação (haje) a Meca. A lei islâmica, a xaria, abrange praticamente todos os aspectos da vida, desde bancos, finanças e bem-estar até os papéis masculinos e femininos e o meio ambiente. Festivais religiosos proeminentes incluem o Eid al-Fitr e o Eid al-Adha. Os três locais mais sagrados do islamismo em ordem decrescente são Masjid al-Haram em Meca, Al-Masjid an-Nabawi em Medina e a Mesquita Al-Aqsa em Jerusalém.
O Islã, em sua forma atual e final, originou-se no século VII em Meca. O domínio muçulmano expandiu-se para fora da Arábia sob o Califado Ortodoxo e o subsequente Califado Omíada governou da Península Ibérica ao Vale do Indo. Na Era de Ouro Islâmica, principalmente durante o reinado do Califado Abássida, grande parte do mundo muçulmano passou por um florescimento científico, econômico e cultural. A expansão do mundo muçulmano envolveu vários Estados e califados, bem como um extenso comércio e conversão religiosa como resultado das atividades missionárias islâmicas (dawa) e por meio de conquistas.
Existem duas grandes denominações islâmicas: sunismo (85–90%) e xiismo (10–15%). Enquanto as diferenças entre sunitas e xiitas surgiram inicialmente de divergências sobre a sucessão de Maomé, elas cresceram para cobrir uma dimensão mais ampla, tanto teológica quanto jurídica. Os muçulmanos constituem a maioria da população em 49 países do planeta. Aproximadamente 12% dos muçulmanos do mundo vivem na Indonésia, o país de maioria muçulmana mais populoso; 31% vivem no sul da Ásia; 20% vivem no Oriente Médio–Norte da África; e 15% vivem na África subsaariana. Comunidades muçulmanas consideráveis também estão presentes nas Américas, China e Europa. Devido em grande parte a uma taxa de fertilidade mais alta, o islamismo é o principal grupo religioso que mais cresce no mundo e, se as tendências atuais se mantiverem, ultrapassará ligeiramente o cristianismo como a maior religião do mundo até o final do século XXI.

## Etimologia
"Islã" provém do árabe Islām, que por sua vez deriva da quarta forma verbal da raiz slm, aslama, e significa "submissão (a Alá)". Segundo o arabista e filólogo José Pedro Machado, a palavra "Islã" não teria surgido na língua portuguesa antes de 1843, ano em que aparece no capítulo IX da obra Eurico, o Presbítero, de Alexandre Herculano.
O islamismo é descrito em árabe como um diin, o que significa "modo de vida" e/ou "religião" e possui uma relação etimológica com outras palavras árabes como Salaam ou Shalam (Shalaam / Shalom), que significam "paz".
"Muçulmano", por sua vez, deriva da palavra árabe muslim (plural, muslimún), particípio activo do verbo aslama, designando "aquele que se submete". O vocábulo pode ter penetrado no português a partir do castelhano, sendo provável que essa língua o tenha tomado do italiano ou do francês, línguas nas quais o vocábulo surge em 1619 e 1657, respectivamente (no primeiro caso como mossulmani, na obra Viaggi, de Pietro della Valle, e no segundo como mousulmans, na obra Voyages, de Le Gouz de la Boullaye).
Em textos mais antigos, os muçulmanos eram conhecidos como "maometanos" e a religião como "maometismo" e "maometanismo", esses termos têm caído em desuso porque implica, incorretamente, que os muçulmanos adoram Muhammad (como, durante alguns séculos muitas personalidades medievais do Ocidente pensaram), o que torna o termo ofensivo para muitos muçulmanos. Além disso a palavra Maomé também é considerada ofensiva já que os muçulmanos não acreditam na tradução dos nomes dos Profetas para preservar os nomes deles originais e porque o nome Maomé tem conexão direta com os insultos das tropas francesas aos muçulmanos na Argélia na época de colonização francesa. Durante a Idade Média e, por extensão, nas lendas e narrativas populares cristãs, os muçulmanos eram também designados como sarracenos.

## Crenças

### Deus

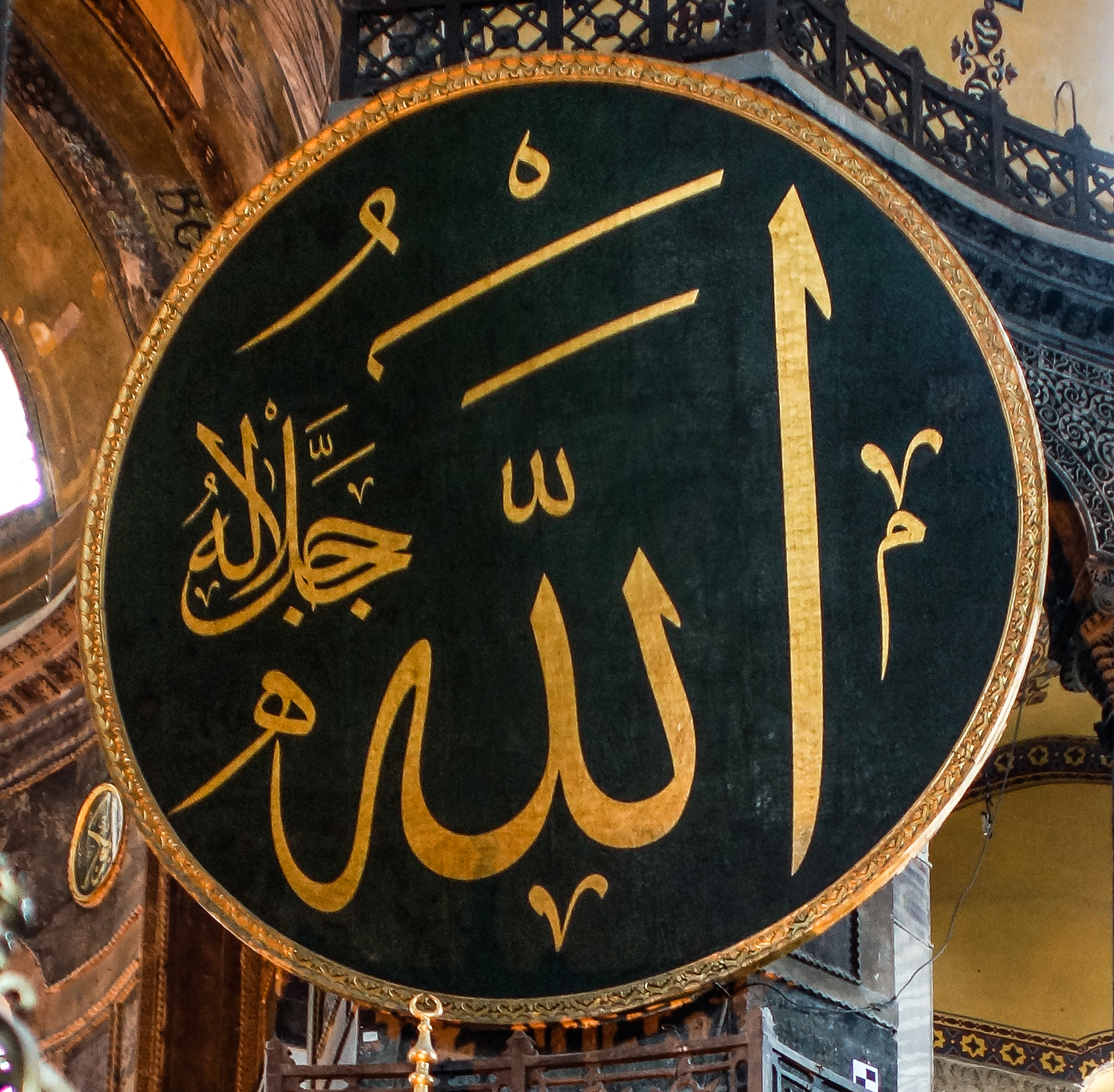
Alá (Allah) em em um medalhão na Hagia Sofia, em Istambul

A pedra basilar da fé islâmica é a crença estrita no puro monoteísmo. Deus é considerado único e sem igual. Cada capítulo do Alcorão (com a exceção de um) começa com a frase "Em nome de Deus, o Clemente, o Misericordioso". Uma das passagens do Alcorão frequentemente usadas para ilustrar os atributos de Deus é a que se encontra no capítulo (sura) 59: "Ele é Deus e não há outro deus senão Ele, que conhece o invisível e o visível. Ele é o Clemente, o Misericordioso! Ele é Deus e não há outro deus senão Ele. Ele é o Soberano, o Santo, a Paz, o Fiel, o Vigilante, o Poderoso, o Forte, o Grande! Que Deus seja louvado acima dos que os homens lhe associam! Ele é Deus, o Criador, o Inovador, o Formador! Para ele os epítetos mais belos" (59, 22-24).
Os muçulmanos acreditam que a criação de tudo no universo foi pura ordem de Deus, "Seja e por isso é", e que o propósito da existência é adorar a Deus. Ele é visto como um Deus pessoal que responde sempre que uma pessoa está em necessidade ou quando clamam por seu socorro. Não há intermediários, como um clero, para entrar em contato com Deus, que afirma: "Eu estou mais perto dele [do ser humano] do que [sua] veia jugular". A reciprocidade é mencionada no hádice: "Eu sou como o meu servo acha (espera) que sou".

### Anjos

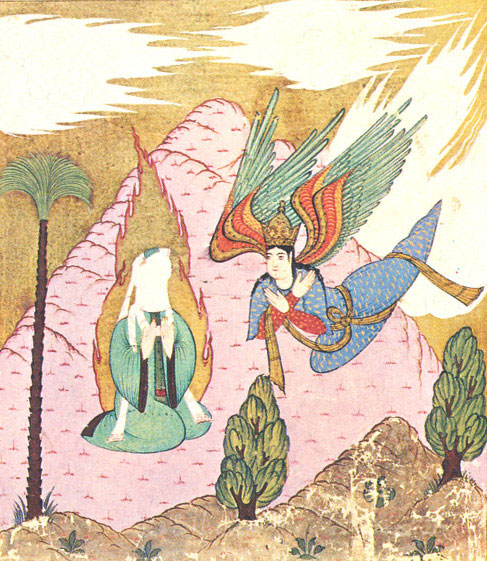
Uma imagem de Siyer-i Nebi do século XVI representando o anjo Gabriel visitando Maomé

Os anjos são, segundo o islã, seres criados por Deus a partir da luz. Não possuem livre arbítrio, dedicando-se apenas a obedecer a Deus e a louvar o seu nome. Maomé nada disse sobre o sexo dos anjos, mas rejeitou a crença dos habitantes de Meca, de acordo com a qual eles seriam os filhos de Deus. Desempenham vários papéis, entre os quais o anúncio da revelação divina aos profetas; protegem os seres humanos e registram todas as suas ações. O anjo mais famoso é Gabriel, que foi o intermediário entre Deus e o profeta.
Para além dos anjos, o islamismo reconhece a existência dos jinnis, espíritos que habitam o mundo natural e que podem influenciar os acontecimentos. Ao contrário dos anjos, os jinnis possuem vontade própria; alguns são bons, mas de uma forma geral são maus. Um desses espíritos maus é Iblis (Azazel), também ele um jinn, segundo a crença islâmica, que desobedeceu a Deus e dedica-se a praticar o mal.

### Livros sagrados

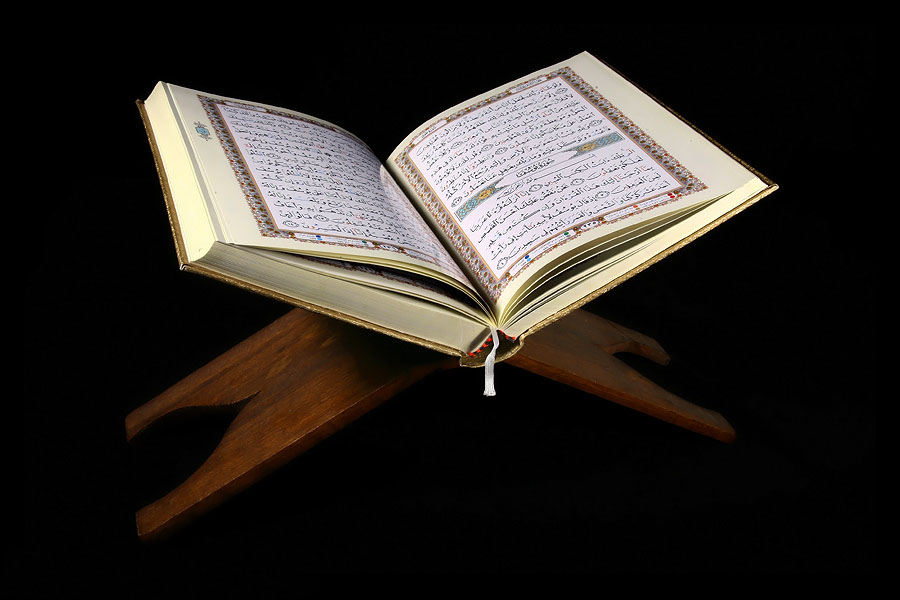
Um manuscrito do Alcorão sobre um rehal, um descanso de livro para o texto sagrado

O preeminente texto sagrado do islamismo é o Alcorão. Os muçulmanos acreditam que os versículos do Alcorão foram revelados a Maomé por Deus, por meio do arcanjo Gabriel (Jibrīl), em várias ocasiões entre os anos 610 e 632, o ano em que o profeta morreu. Enquanto Maomé estava vivo, essas revelações foram escritas por seus companheiros, embora o principal método de transmissão fosse oralmente por meio da memorização. O Alcorão é dividido em 114 capítulos (sūrah) que combinados contêm 6.236 versos (āyāt). Os capítulos cronologicamente anteriores, revelados em Meca, tratam principalmente de tópicos espirituais, enquanto os capítulos posteriores de Medina discutem mais questões sociais e legais relevantes para a comunidade muçulmana. Os juristas muçulmanos consultam o hádice ('relatos'), ou o registro escrito da vida do profeta Maomé, tanto para complementar o Alcorão quanto para auxiliar em sua interpretação. A ciência do comentário e exegese do Alcorão é conhecida como tafsir. Além de seu significado religioso, é amplamente considerado como o melhor trabalho da literatura árabe e influenciou a arte e a língua árabe.
O islamismo também sustenta que Deus enviou revelações, chamadas wahy, a diferentes profetas inúmeras vezes ao longo da história. No entanto, o islamismo ensina que partes das escrituras reveladas anteriormente, como o Tawrat (Torá) e o Injil (Evangelho), foram distorcidas - seja na interpretação, no texto ou em ambos, enquanto o Alcorão (lit. 'Recitação') é visto como a palavra final, literal e inalterada de Deus.

### Profetas

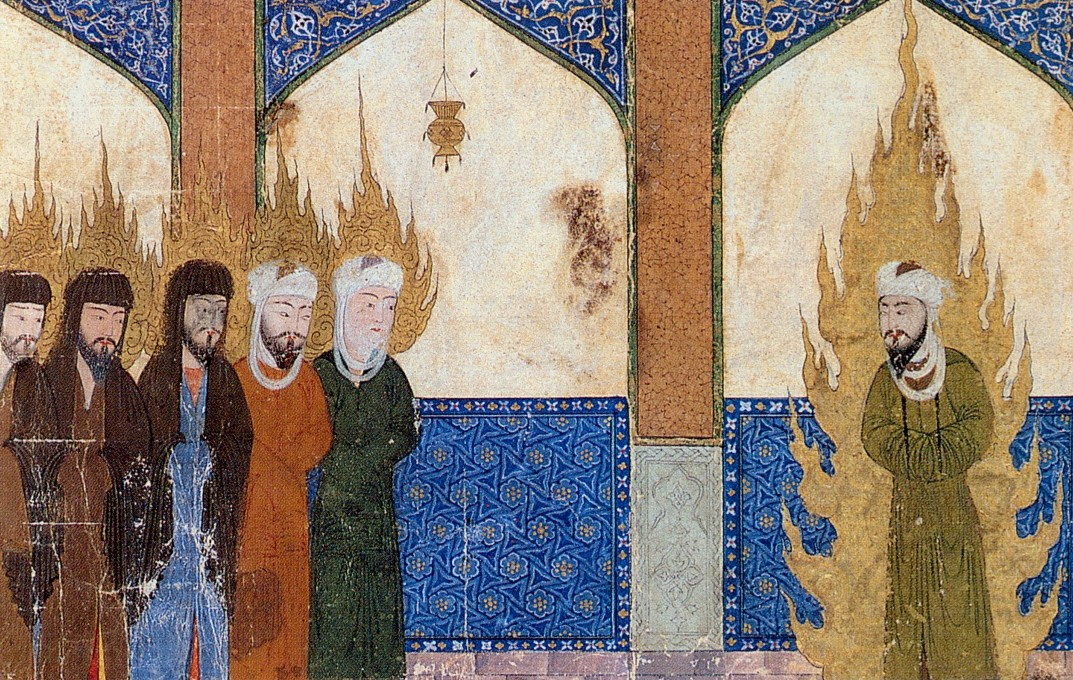
Miniatura persa do século XV mostrando Maomé liderando Abraão, Moisés, Jesus e outros profetas em oração

O islamismo ensina que Deus revelou a sua vontade à humanidade por meio de profetas. Existem dois tipos de profeta: os que receberam de Deus a missão de dar a conhecer aos homens a vontade divina (anbiya; singular nabi) e os que para além dessa função lhes foi entregue uma escritura revelada (rusul; singular rasul, "mensageiro"). Cada profeta foi encarregado de relembrar a uma comunidade a existência ou a unicidade de Deus, esquecida pelos homens. Para os muçulmanos, a lista dos profetas inclui Adão, Abraão (Ibraim), Moisés (Muça), Jesus (Isa) e Maomé (Muhammad), todos eles pertencentes a uma sucessão de homens guiados por Deus. Maomé é visto como o Último Mensageiro, trazendo a mensagem final de Deus a toda a humanidade sob a forma do Alcorão, sendo por isso designado como o "Selo dos Profetas". Quando Maomé começou a revelar o Alcorão, ele não acreditou que isso teria proporções mundiais, mas sim que somente reforçaria a fé no Deus.

### Julgamento Final

A Mesquita Omíada em Damasco, Síria, onde a tradição islâmica diz que Issa (Jesus, visto como um profeta islâmico) aparecerá perto do Dia do Juízo Final

Segundo as crenças islâmicas, o dia do Julgamento Final (Yaum al-Qiyamah) é o momento em que cada ser humano será ressuscitado e julgado na presença de Deus pelas ações que praticou. Os seres humanos livres de pecado serão enviados diretamente para o Paraíso, enquanto os pecadores devem permanecer algum tempo no Inferno, antes de poderem também entrar no Paraíso. As únicas pessoas que permanecerão para sempre no Inferno são os hipócritas religiosos, isto é, aqueles que se diziam muçulmanos, mas de fato nunca o foram. Segundo a mesma crença, a chegada do Julgamento Final será antecedida por vários sinais, como o nascimento do Sol no poente, o som de uma trombeta e o aparecimento de uma besta. De acordo com o Alcorão, o mundo não acabará verdadeiramente, mas sofrerá antes uma alteração profunda.

### Predestinação
Os muçulmanos acreditam no qadar, uma palavra geralmente traduzida como "predestinação", mas cujo sentido mais preciso é "medir" ou "decidir quantidade ou qualidade". Uma vez que, para o islã, Deus foi o criador de tudo, incluindo dos seres humanos, e sendo uma das suas características a omnisciência, ele já sabia, quando procedeu à criação, as características que cada elemento da sua obra teria. Assim sendo, cada coisa que acontece a uma pessoa foi determinada por Deus. Essa crença não implica a rejeição do livre arbítrio, pois o ser humano foi criado por Deus com a faculdade da razão, pelo que pode escolher entre praticar ações positivas ou negativas.

## Práticas

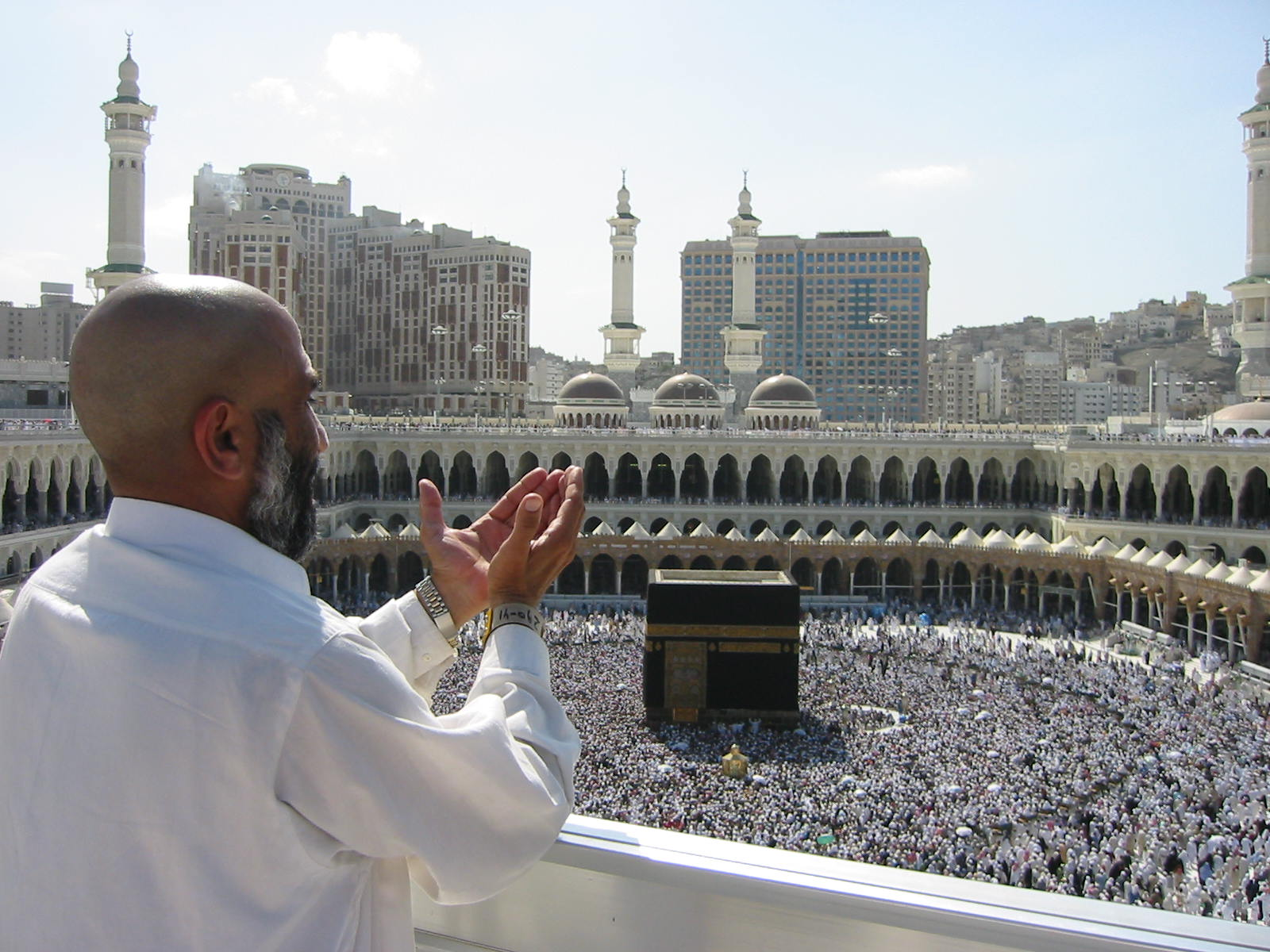
A peregrinação (haje) a Meca é um dos "cinco pilares do Islã"

Os cinco pilares do islamismo são cinco deveres básicos de cada muçulmano:
1. a recitação e aceitação da crença (Chahada ou Shahada);
2. orar cinco vezes ao longo do dia (Salá, Salat ou Salah);
3. pagar esmola (Zakat ou Zakah);
4. observar o jejum no Ramadão (Saum ou Siyam);
5. fazer a peregrinação a Meca (haje) se tiver condições físicas e financeiras.

Os muçulmanos consideram ainda três práticas como essenciais à religião islâmica: além da jihad, que também é importante para os sunitas, há o Amr-Bil-Ma'rūf, "exortar o bem", que convoca todos os muçulmanos a viver uma vida virtuosa e encorajar os outros a fazer o mesmo; e o Nahi-Anil-Munkar, "proibir o mal", que orienta os muçulmanos a se abster do vício e das más ações, e também encorajar os outros a fazer o mesmo.

### Chacado

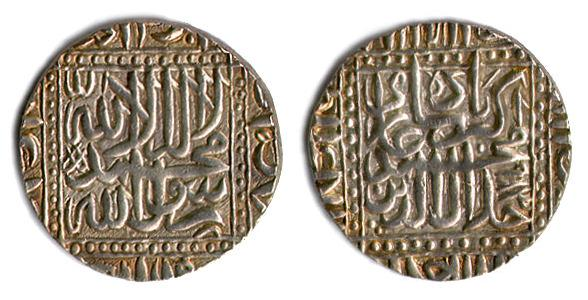
Moeda de prata do imperador mogol Aquebar do século XVI inscrita com a Chahada

A profissão de fé consiste numa frase — que deve ser dita com a máxima sinceridade — por meio da qual cada muçulmano atesta que "não há outro deus senão Alá e Maomé é seu servo e mensageiro".

### Salá

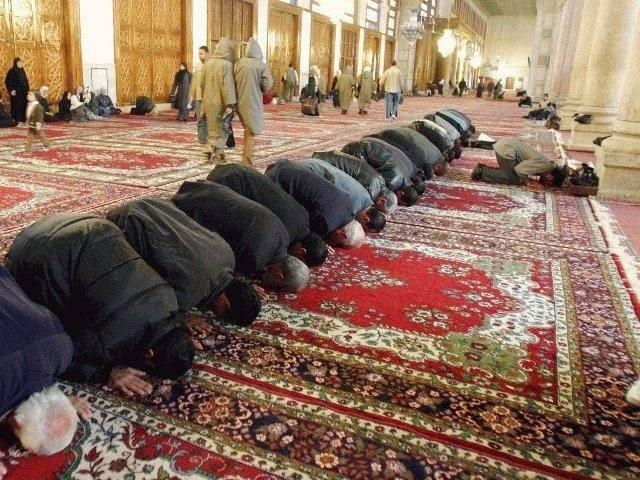
Homens muçulmanos em prosternação durante uma prece em uma mesquita

A oração no islamismo (conhecida como Salá) é composta por cinco partes, todas espalhadas durante o dia e a noite, iniciando pela alvorada até à noite. Considerada o ponto mais próximo que se pode chegar de Deus. No islamismo não há obrigatoriamente hierarquia entre os adeptos, porém a comunidade, conhecida como ummah, escolhe uma pessoa com conhecimento suficiente para dirigir a adoração.
Durante essas orações, são recitadas suratas do Alcorão, geralmente ditas em árabe, conduzidas pelo escolhido entre a comunidade. Não existe restrição para que o crente reze fora da mesquita, tampouco isso é uma desbonificação de sua oração, que pode ser feita em qualquer lugar, desde que tenha feito antes sua purificação. A purificação é realizada por meio da higiene especifica e detalhada, que consiste basicamente em lavar as mãos, os antebraços, a boca, as narinas, a face; em passar água pelas orelhas, pela nuca, pelo cabelo e pelos pés. Se um muçulmano se encontrar numa área sem água ou numa área onde o uso da água não é aconselhável (porque poderia causar uma doença), pode substituir as abluções pelo uso simbólico de areia ou terra (tayammum). A oração abre-se com a orientação do crente na direcção de Meca (quibla).

### Zacate

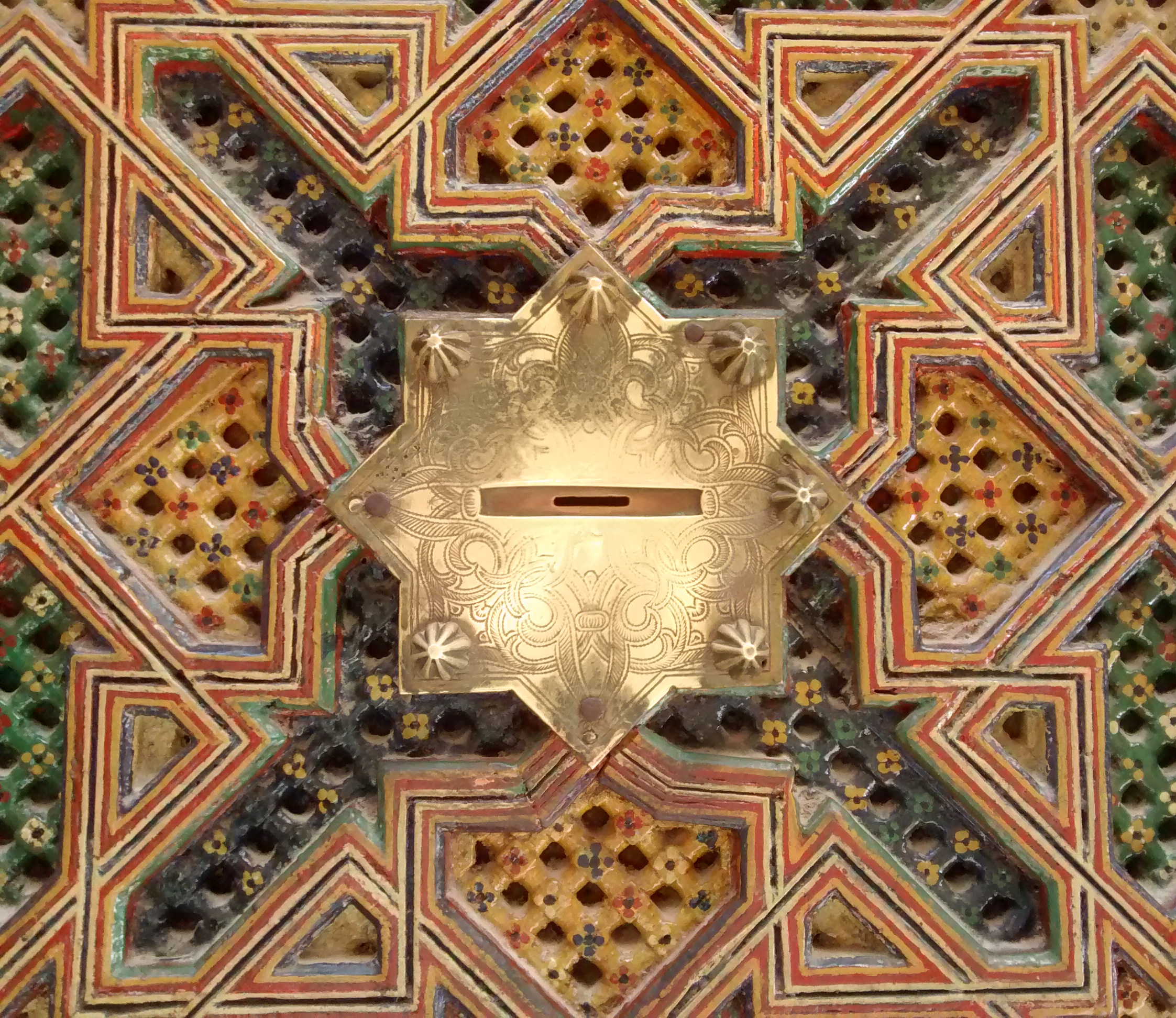
Local para doar o zakat na zauia Moulay Idriss II em Fez, Marrocos

O islamismo estabelece que cada muçulmano deve pagar anualmente uma certa quantia, calculada a partir dos seus rendimentos, que será distribuída pelos pobres ou por outros beneficiários definidos pelo Alcorão (prisioneiros, viajantes, endividados). Essa contribuição é encarada como uma forma de purificação e de culto. A quantia corresponde a 2,5% do valor dos bens em dinheiro. Quem tiver possibilidades pode ainda contribuir, de forma voluntária, com outras doações (sadaqa), mas é importante que o faça em segredo e sem ser movido pela vaidade.

### Saum

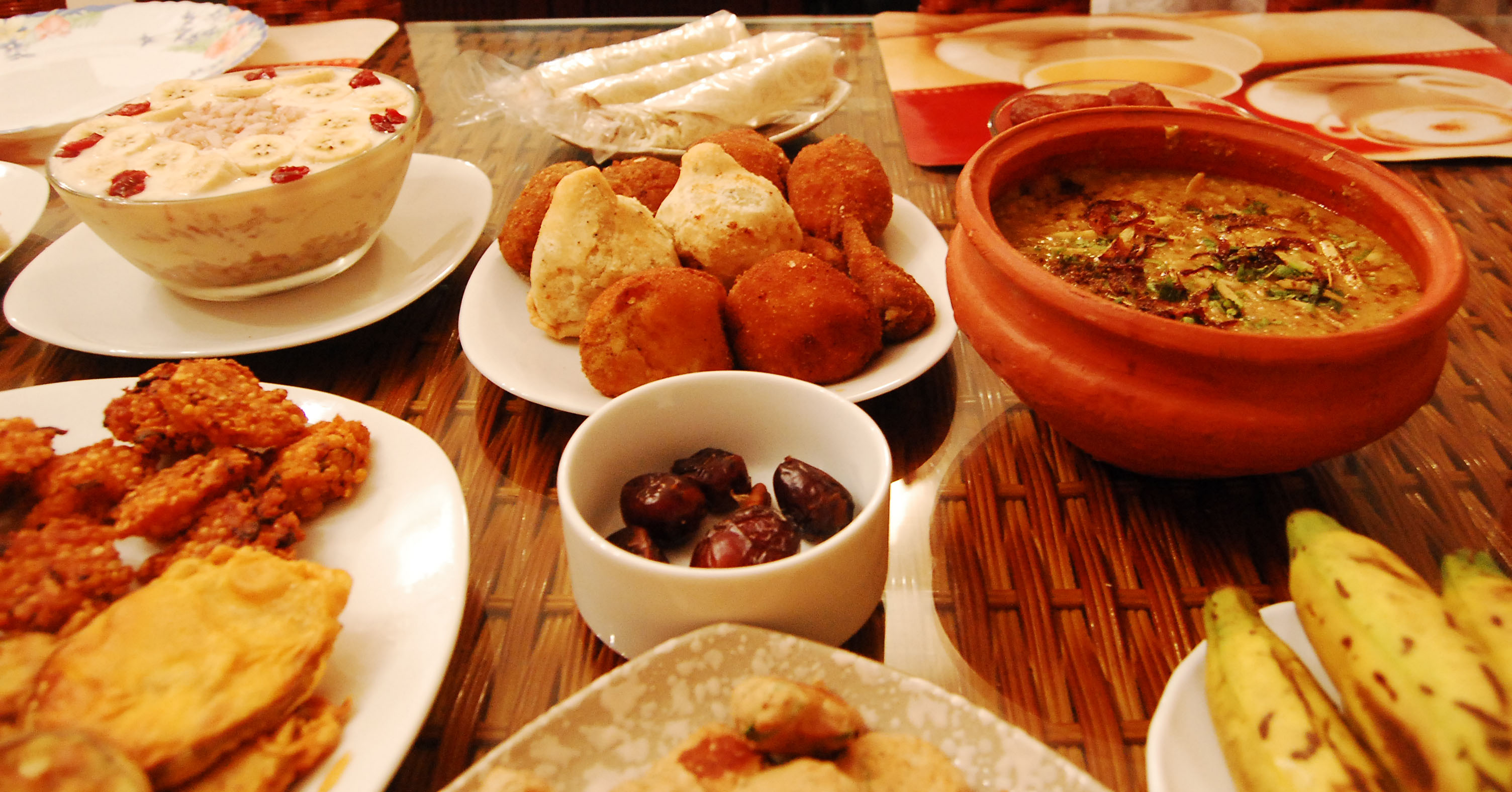
Um banquete rápido, conhecido como Iftar, é tradicionalmente servido com tâmaras

Durante o Ramadão (o nono mês do calendário islâmico), cada muçulmano adulto deve abster-se de alimento, de bebida, de fumar e de ter relações sexuais, desde o nascer até ao pôr do sol. Os doentes, os idosos, os viajantes, as grávidas ou as mulheres lactantes estão dispensados do jejum.

### Haje
Esse pilar consiste na peregrinação (ou haje) a Meca, obrigatória pelo menos uma vez na vida para todos os que gozem de saúde e disponham de meios financeiros. Ocorre durante o décimo segundo mês do calendário islâmico. Os muçulmanos vestem-se com um traje especial todo branco, antes de chegar a Meca, para que todos estejam igualmente vestidos e não haja distinção de classes. Durante toda a peregrinação, não se preocupam com o seu aspecto físico. Depois de praticarem sete voltas em torno da Kaaba, os peregrinos correm entre as duas colinas de Safa e Marwa. Na última parte do haje, os muçulmanos devem passar uma tarde na planície de Arafat, onde Maomé disse o seu "Último Sermão". Os rituais chegam ao fim com o sacrifício de carneiros e bodes.

## História

### Maomé e o nascimento do islamismo (570-632)

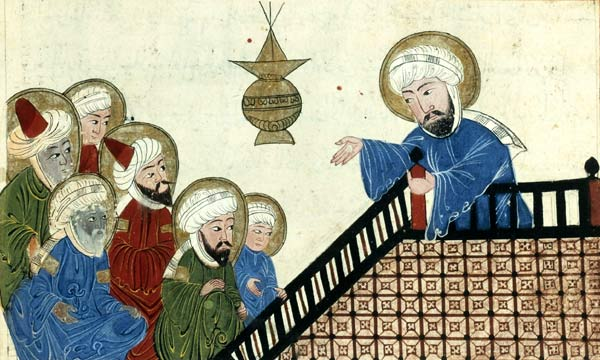
Profeta Maomé recitando o Alcorão em Meca (gravura do século XV)

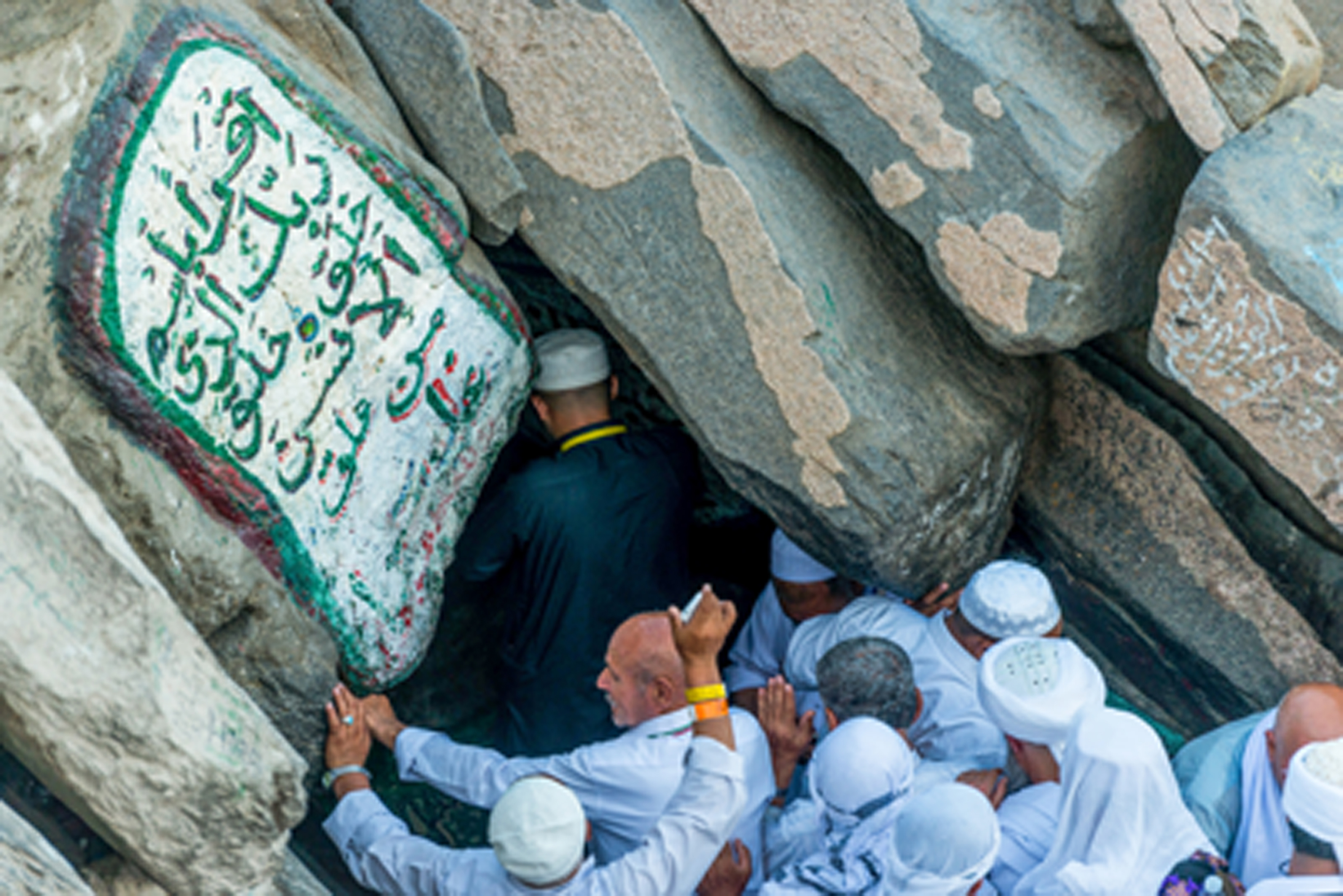
Caverna de Hira

De acordo com a tradição islâmica, Maomé nasceu em Meca no ano 570 e ficou órfão ainda jovem. Crescendo como um comerciante, ele se tornou conhecido como o "de confiança" (em árabe: الامين) e foi procurado como árbitro imparcial. Mais tarde, ele se casou com sua empregadora, a empresária Cadija. No ano 610, perturbado pelo declínio moral e pela idolatria predominantes na cidade de Meca e buscando reclusão e contemplação espiritual, Maomé retirou-se para a Caverna de Hira, na montanha Jabal al-Nour, próxima de Meca. Foi durante seu tempo na caverna que ele teria recebido a primeira revelação do Alcorão do anjo Gabriel. O evento da retirada de Maomé para a caverna e a subsequente revelação é conhecido como a "Noite do Poder" (Laylat al-Qadr) e é considerado um evento significativo na história islâmica. Durante os 22 anos seguintes de sua vida, a partir dos 40 anos, Maomé continuou a receber revelações de Deus, tornando-se o último dos profetas enviados à humanidade por Deus.
Durante este tempo, enquanto estava em Meca, Maomé pregou primeiro em segredo e depois publicamente, implorando aos seus ouvintes que abandonassem o politeísmo e adorassem um Deus. Muitos dos primeiros convertidos ao islamismo eram mulheres, pobres, estrangeiros e escravos como o primeiro muezim Bilal ibne Rabá. A elite de Meca sentiu que Maomé estava a desestabilizar a sua ordem social ao pregar sobre um Deus único e ao incentivar os pobres e os escravos a questionar os lucros obtidos pelas peregrinações aos ídolos da Caaba.
Após 12 anos de perseguição aos muçulmanos pelos habitantes de Meca, Maomé e seus companheiros realizaram a Hégira ("emigração") em 622 para a cidade de Yathrib (atual Medina). Ali, com os convertidos de Medina (os Ansar) e os migrantes de Meca (os muhajirun), Maomé estabeleceu em Medina a sua autoridade política e religiosa. A Constituição de Medina foi assinada por todas as tribos locais e estabeleceu liberdades religiosas e autonomia para utilizar suas próprias leis entre as comunidades muçulmanas e não muçulmanas, bem como um acordo para defender Medina de ameaças externas. As forças de Meca e seus aliados perderam contra os muçulmanos na Batalha de Badr em 624 e depois travaram uma batalha inconclusiva na Batalha de Uude antes de sitiar Medina sem sucesso na Batalha da Trincheira (março-abril de 627). No ano 628, o Tratado de Hudaibia foi assinado entre Meca e os muçulmanos, mas foi quebrado por Meca dois anos depois. À medida que mais tribos se convertiam ao Islã, as rotas comerciais de Meca começaram a ser cortadas pelos muçulmanos. Em 629, Maomé foi vitorioso na conquista quase sem derramamento de sangue de Meca e, no período da sua morte, no ano 632 (aos 62 anos), ele tinha unido as tribos da Arábia num único sistema religioso.

### Período islâmico inicial (632-750)
Muhammad morreu em 632 e os primeiros sucessores, chamados califas – Abacar, Omar, Otomão, Ali e por vezes Haçane ibne Ali – são conhecidos no islamismo sunita como al-khulafā' ar-rāshidūn ("califas bem guiados"). Algumas tribos abandonaram o islamismo e rebelaram-se sob líderes que se declararam novos profetas mas foram esmagados por Abacar nas Guerras Rida. As populações nativas locais de judeus e cristãos, perseguidos como minorias religiosas e hereges e fortemente tributados, muitas vezes ajudaram os muçulmanos a assumir o controle de suas terras, resultando na rápida expansão do califado nos Impérios Sassânida e Bizantino. Otomão foi eleito em 644 e seu assassinato por rebeldes levou Ali a ser eleito o próximo califa. Na Primeira Guerra Civil, a viúva de Maomé, Aixa, levantou um exército contra Ali, tentando vingar a morte de Otomão, mas foi derrotada na Batalha do Camelo. Ali tentou destituir o governador da Síria, Moáuia I, que era visto como corrupto. Moáuia então declarou guerra a Ali e foi derrotado na Batalha de Sifim. A decisão de Ali de arbitrar irritou os carijitas, uma seita extremista, que sentiram que, por não lutar contra um pecador, Ali também se tornou um pecador. Os carijitas se rebelaram e foram derrotados na Batalha de Naravã, mas um assassino carijita mais tarde conseguiu matar Ali. O filho de Ali, Haçane ibne Ali, foi eleito califa e assinou um tratado de paz para evitar mais combates, abdicando em favor de Moáuia com a contrapartida que ele não nomeasse um sucessor.

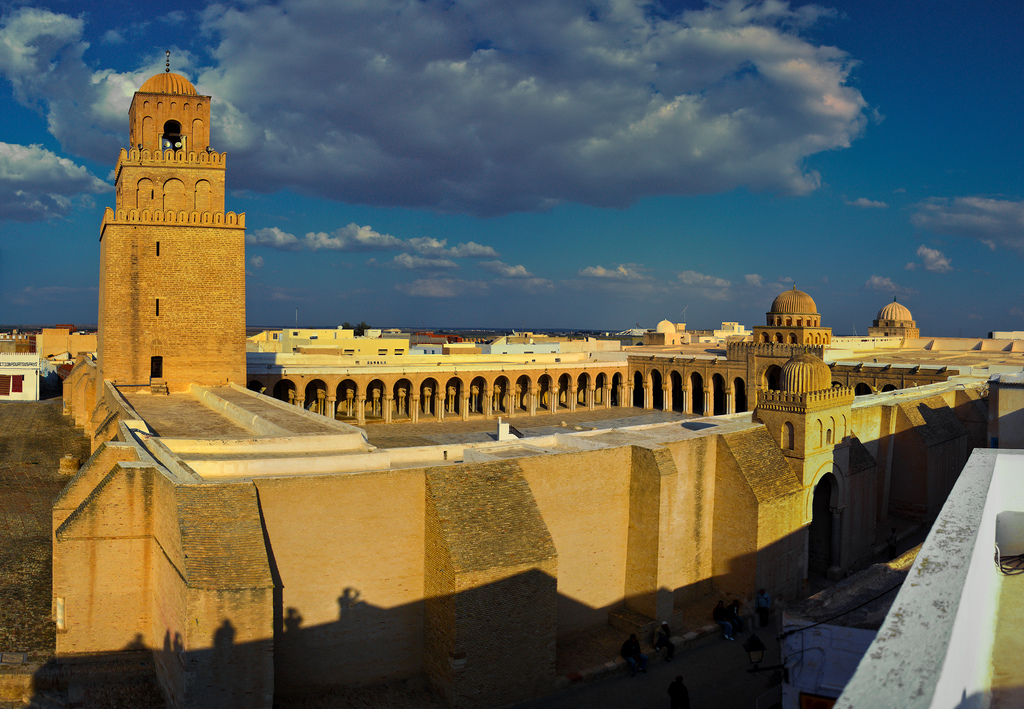
A Grande Mesquita de Cairuão, estabelecida em 670 em Cairuão, Tunísia, representa um dos melhores marcos arquitetônicos da civilização islâmica

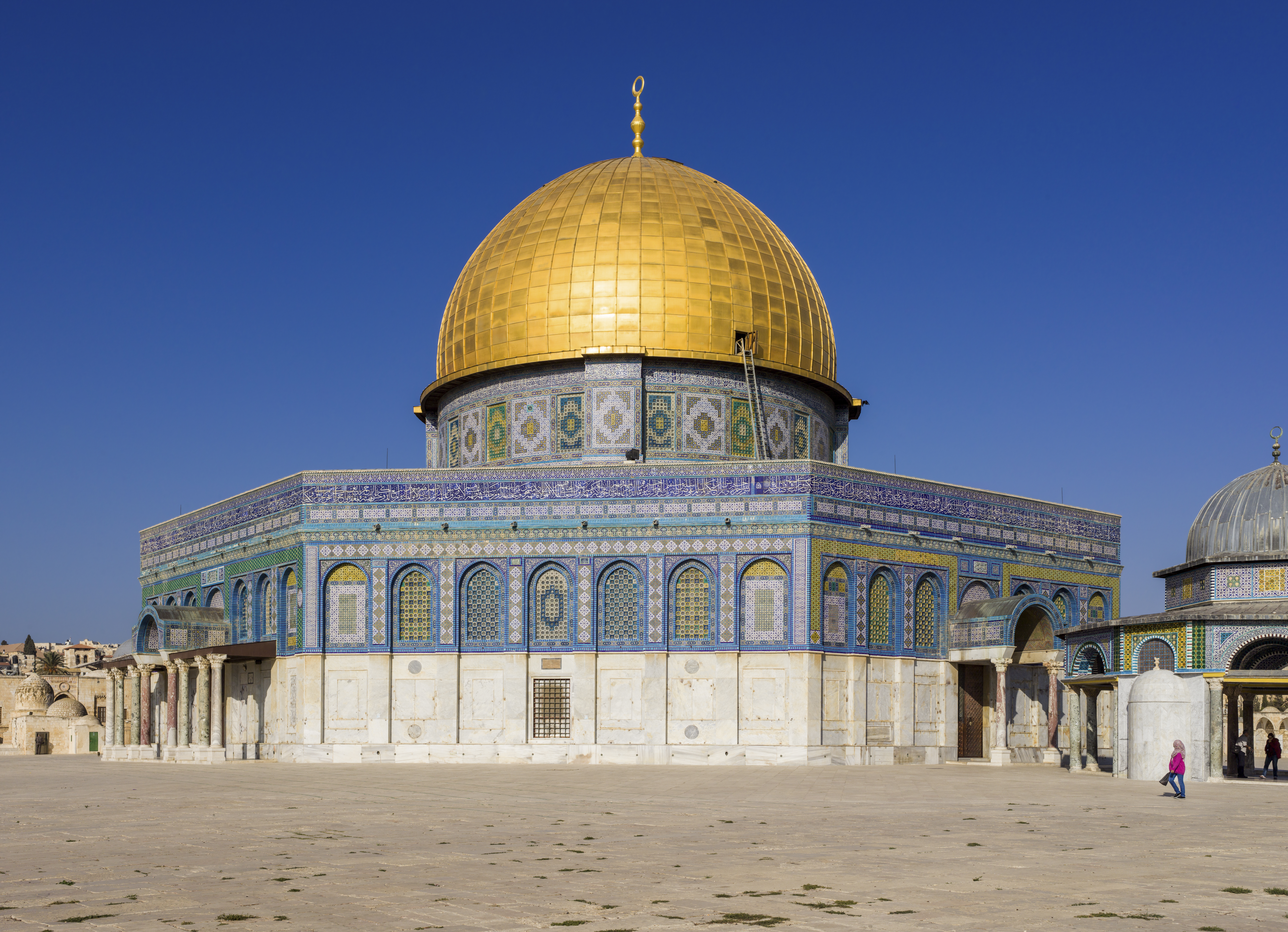
Domo da Rocha, construído por Abedal Maleque ibne Maruane; concluído no final da Segunda Guerra Civil Islâmica

Moáuia iniciou a dinastia omíada com a nomeação de seu filho Iázide I como sucessor, desencadeando a Segunda Guerra Civil. Durante a Batalha de Carbala, Huceine ibne Ali foi morto pelas forças de Iázide; desde então o evento tem sido comemorado anualmente pelos xiitas. Os sunitas, liderados por Abedalá ibne Zobair e contrários a um califado dinástico, foram derrotados no cerco de Meca. Essas disputas sobre liderança dariam origem ao cisma sunita-xiita, sendo que os xiitas acreditando que a liderança pertence à família de Maomé por meio de Ali, chamada de ahl al-bayt. A liderança de Abacar supervisionou o início da compilação do Alcorão. O califa Omar II criou o comitê, Os Sete Fuqaha de Medina, e Malique ibne Anas escreveu um dos primeiros livros sobre jurisprudência islâmica, o Muwatta, como um consenso da opinião daqueles juristas. Os carijitas acreditavam que não havia meio termo entre o bem e o mal e qualquer muçulmano que cometesse um pecado grave se tornaria um infiel. O termo "carijitas" também seria usado para se referir a grupos posteriores como o Estado Islâmico do Iraque e do Levante. O murjismo ensinou que a retidão das pessoas poderia ser julgada somente por Deus. Portanto, os transgressores podem ser considerados equivocados, mas não denunciados como incrédulos. Esta atitude passou a prevalecer nas principais crenças islâmicas.
A dinastia omíada conquistou o Magrebe, a Península Ibérica, a Gália Narbonense e o Sinde. Os omíadas lutaram contra a falta de legitimidade e dependiam de militares fortemente patrocinados. Como o imposto jizia era um imposto pago por não-muçulmanos que os isentava do serviço militar, os omíadas negaram o reconhecimento da conversão de não árabes, pois reduzia as receitas. Embora o Califado Ortodoxo enfatizasse a austeridade, com Omar até exigindo um inventário dos bens de cada oficial, o luxo omíada gerou insatisfação entre os piedosos. Os carijitas lideraram a Revolta Berbere, levando aos primeiros Estados muçulmanos independentes do califado. Na Revolução Abássida, convertidos não árabes (maulas), clãs árabes afastados pelo clã omíada e alguns xiitas se reuniram e derrubaram os omíadas, inaugurando a dinastia abássida mais cosmopolita em 750.

### Era clássica (750-1258)

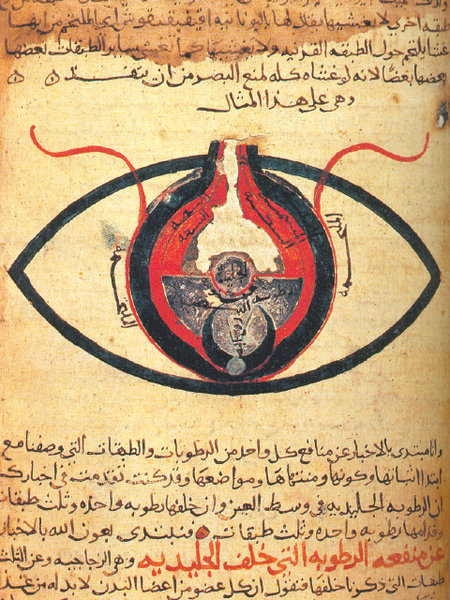
O olho, de acordo com Hunaine ibne Ixaque de um manuscrito datado de c. 1200

Axafii codificou um método para determinar a confiabilidade dos hádices (ou hadith). Durante o início da era do Império Abássida, estudiosos como Albucari e Muslim ibne Alhajaje compilaram as principais coleções de hádices sunitas, enquanto estudiosos como Alculaini e ibne Babauai compilaram as principais coleções de hádices xiitas. As quatro Madhhab sunitas (hanafismo, hambalismo, maliquismo e xafeísmo) foram estabelecidas em torno dos ensinamentos de Abu Hanifa, Amade ibne Hambal, Malique ibne Anas e Axafi. Em contraste, os ensinamentos de Jafar Alçadique formaram a jurisprudência do jafarismo. No século IX, Tabari completou o primeiro comentário do Alcorão, que se tornou um dos comentários mais citados no islamismo sunita, o Tafsir al-Tabari. Alguns muçulmanos começaram a questionar a piedade da indulgência na vida mundana e enfatizaram a pobreza, a humildade e a evitação do pecado com base na renúncia aos desejos corporais. Ascetas como Haçane Albasri inspirariam um movimento que evoluiria para o tasawwuf ou sufismo.
Nessa época, os problemas teológicos, notadamente sobre o livre-arbítrio, foram abordados com destaque, com Haçane Albasri afirmando que, embora Deus conheça as ações das pessoas, o bem e o mal vêm do abuso do livre-arbítrio e do diabo. A filosofia racionalista grega influenciou uma escola especulativa de pensamento conhecida como mutazilita, que defendeu a famosa noção de livre-arbítrio, originada pela primeira vez por Uacil ibne Ata. Califas como Almamune e Almotácime fizeram disso um credo oficial e tentaram, sem sucesso, impor sua posição à maioria. Eles realizaram inquisições com o tradicionalista Amade ibne Hambal, recusando-se notavelmente a se conformar com a ideia mutazilita de que o Alcorão foi criado em vez de ser eterno e foi torturado e mantido em uma cela de prisão sem iluminação por quase trinta meses. No entanto, outras escolas de teologia especulativa - maturidismo fundada por Abu Mançor Almaturidi e alaxarismo fundada por Alboácem Alaxari - tiveram mais sucesso em serem amplamente adotadas. Filósofos como Alfarábi, Avicena e Averróis procuraram harmonizar as ideias de Aristóteles com os ensinamentos do Islã, semelhante ao escolasticismo posterior dentro do cristianismo na Europa e o trabalho de Maimônides dentro do judaísmo, enquanto outros como Algazali argumentaram contra tal sincretismo e finalmente prevaleceram.

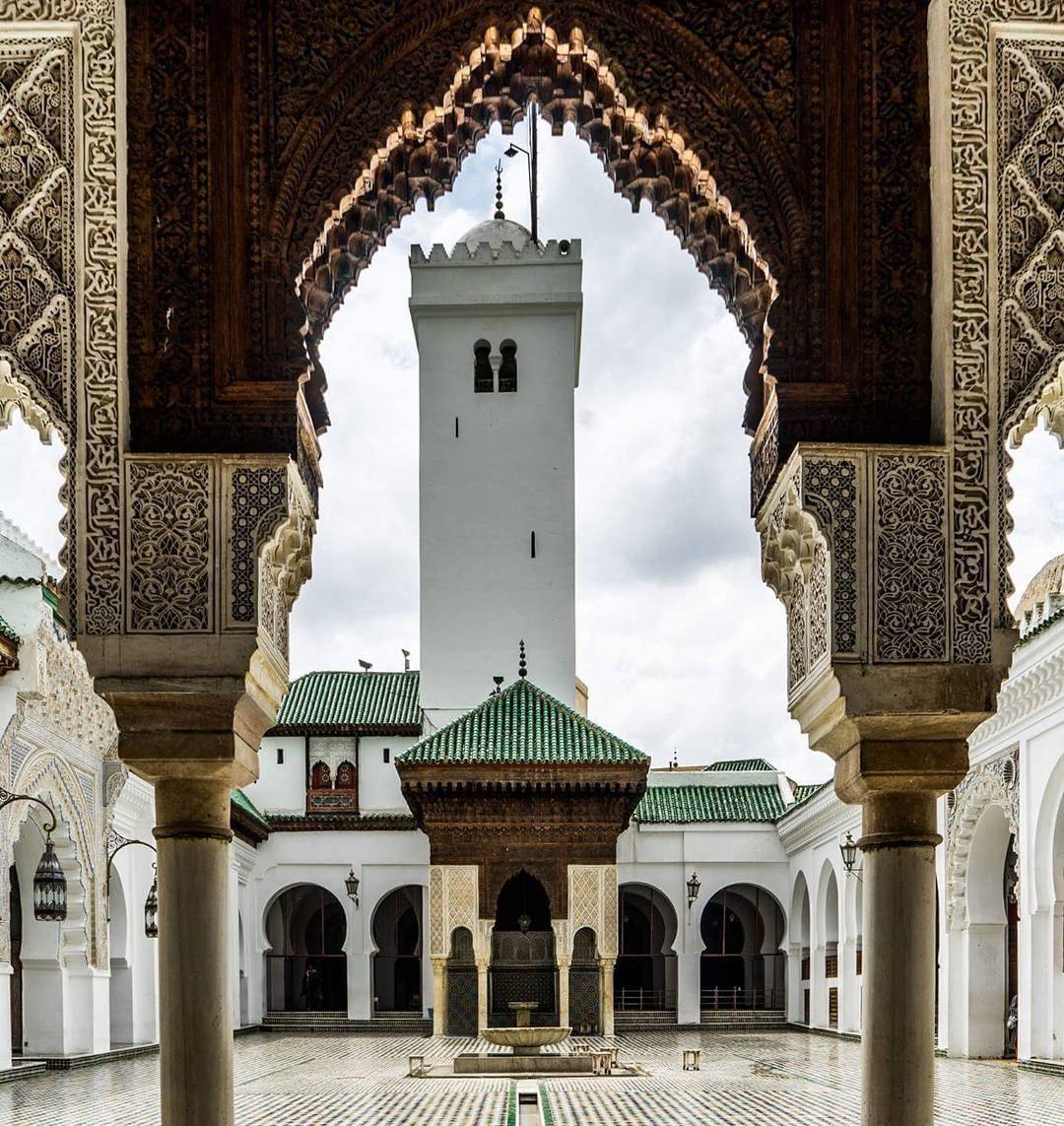
Universidade al Quaraouiyine, no Marrocos, fundada no ano 859

Este período às vezes é chamado de "Era de Ouro Islâmica". As realizações científicas islâmicas abrangeram uma ampla gama de áreas, especialmente medicina, matemática, astronomia, agricultura, bem como física, economia, engenharia e óptica. Avicena foi um pioneiro na medicina experimental, e sua obra O Cânone da Medicina foi usada como um texto medicinal padrão no mundo islâmico e na Europa durante séculos. Rasis foi o primeiro a distinguir as doenças varíola e sarampo. Os hospitais públicos da época emitiram os primeiros diplomas médicos para licenciar médicos. Alhazém é considerado o pai do método científico moderno e muitas vezes referido como o "primeiro verdadeiro cientista do mundo", em particular no que diz respeito ao seu trabalho em óptica. Na engenharia, o flautista autômato dos irmãos Banu Muça é considerado a primeira máquina programável. Na matemática, o conceito do algoritmo é nomeado em homenagem a Alcuarismi, que é considerado um dos fundadores da álgebra, que recebeu o nome de seu livro al-jabr (Livro da Restauração e do Balanceamento), enquanto outros desenvolveram o conceito de função matemática. O governo pagava aos cientistas o salário equivalente ao de atletas profissionais de hoje. O Guinness World Records reconhece a Universidade al Quaraouiyine, fundada em 859, como a universidade mais antiga do mundo que concede diplomas. Muitos não-muçulmanos, como cristãos, judeus e sabeus, contribuíram para a civilização islâmica em vários campos, e a instituição conhecida como Casa da Sabedoria empregou estudiosos cristãos e persas para traduzir obras em árabe e desenvolver novos conhecimentos.
Soldados romperam com o Império Abássida e estabeleceram suas próprias dinastias, como a dos tulúnidas em 868 no Egito e dos gasnévidas em 977 na Ásia Central. Nessa fragmentação surgiu o Século Xiita, aproximadamente entre 945 e 1055, que viu o surgimento do movimento missionário milenarista conhecido como ismaelismo. Um grupo ismaelita, a dinastia fatímida, assumiu o controle do norte da África no século X e outro grupo ismaelita, os carmatas, saquearam Meca e roubaram a Pedra Negra, uma rocha colocada dentro da Caaba, durante a sua rebelião fracassada. Ainda outro grupo ismaelita, a dinastia buída, conquistou Bagdá e transformou os abássidas em uma monarquia figurativa. A dinastia sunita dos seljúcidas fez campanha para reafirmar o islamismo sunita promulgando a opinião acadêmica da época, notadamente com a construção de instituições educacionais conhecidas como Nezamiyeh, associadas a Algazali e Saadi de Xiraz.
A expansão do mundo muçulmano continuou com missões religiosas convertendo a Bulgária do Volga ao Islã. O Sultanato de Déli atingiu profundamente o subcontinente indiano e muitos se converteram ao Islã, em particular os hindus de casta inferior, conhecidos como dálites, cujos descendentes constituem a grande maioria dos muçulmanos indianos. O comércio trouxe muitos muçulmanos para a China e eles praticamente dominaram a indústria de importação e exportação da dinastia Song e os muçulmanos foram recrutados como uma classe minoritária governante na dinastia Yuan.

### Era pré-moderna (1258-século XVIII)

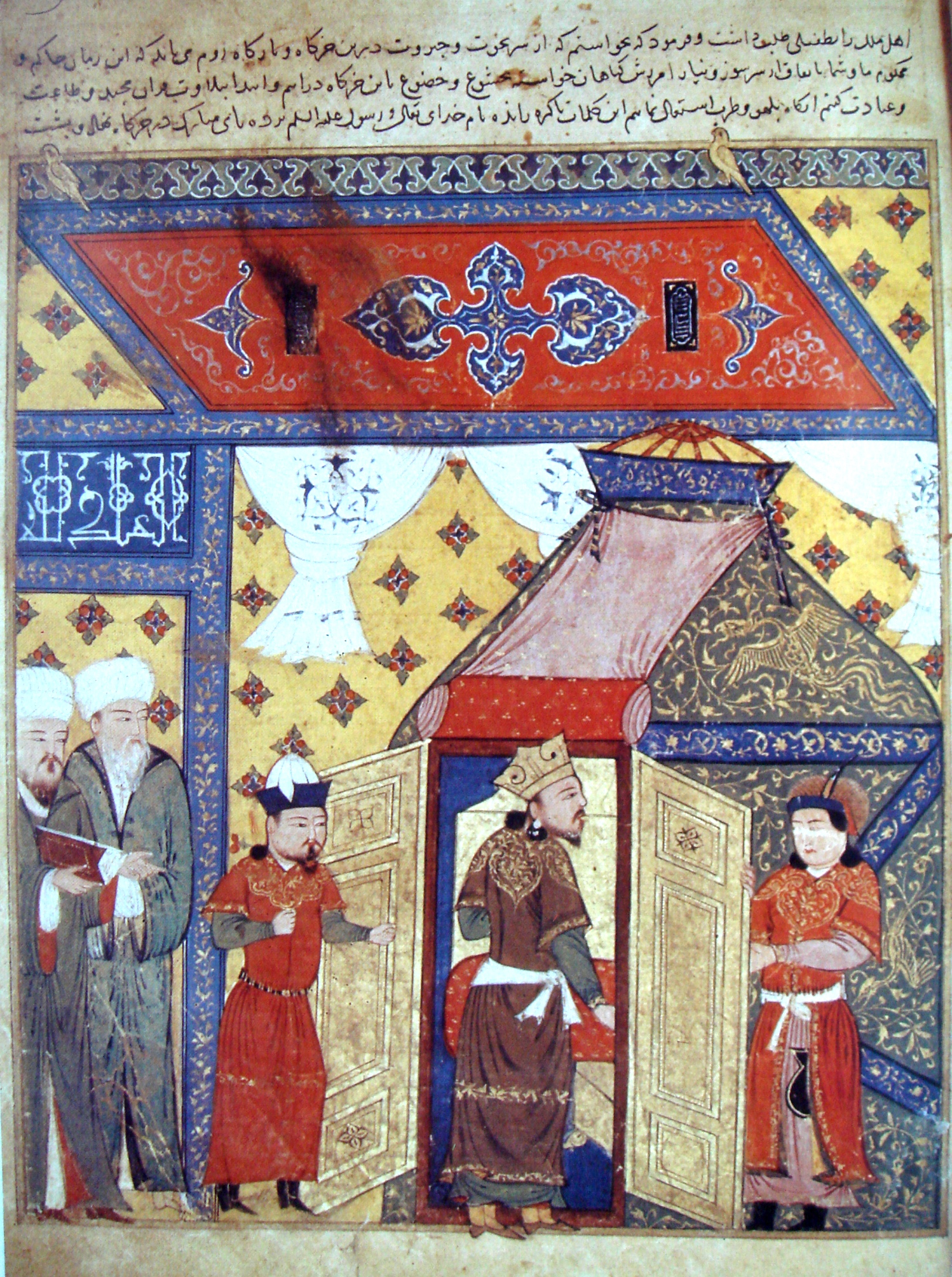
Gazã, 7.º ilcã do Ilcanato, se converte ao Islã; representação do século XIV

Por meio das redes comerciais muçulmanas e da atividade das ordens sufistas, o islamismo se espalhou para novas áreas e os muçulmanos foram assimilados a novas culturas. Sob o Império Otomano, o islamismo se espalhou para o sudeste da Europa. A conversão ao islamismo muitas vezes envolvia um grau de sincretismo, como ilustrado pela aparição de Maomé no folclore hindu. Os povos turcos muçulmanos incorporaram elementos das crenças do xamanismo turco ao Islã. Muçulmanos na China da Dinastia Ming que eram descendentes de imigrantes anteriores foram assimilados, às vezes por meio de leis que determinavam a assimilação, adotando nomes e cultura chineses, sendo que a cidade de Nanquim se tornou um importante centro de estudo islâmico.
Mudanças culturais foram evidentes com a diminuição da influência árabe após a destruição do Califado Abássida pelos mongóis. Os canatos mongóis muçulmanos no Irã e na Ásia Central se beneficiaram do aumento do acesso intercultural ao leste da Ásia sob o domínio mongol e, portanto, floresceram e se desenvolveram de forma mais distinta da influência árabe, como o Renascimento Timúrida sob a Dinastia Timúrida. Naceradim de Tus (1201–1274) propôs o modelo matemático que mais tarde foi adotado por Copérnico sem revisão em seu modelo heliocêntrico e a estimativa de Pi de Alcaxi não seria superada por 180 anos.
A introdução de armas de pólvora levou ao surgimento de grandes Estados centralizados e os impérios muçulmanos consolidaram grande parte dos territórios anteriormente fragmentados. O califado foi reivindicado pela dinastia otomana do Império Otomano desde a conquista de Edirna por Murade I em 1362, e suas reivindicações foram fortalecidas em 1517 quando Selim I se tornou o governante de Meca e Medina. A dinastia xiita safávida subiu ao poder em 1501 e mais tarde conquistou todo o Irã. No sul da Ásia, Babur fundou o Império Mogol.
A religião dos Estados centralizados dos impérios da pólvora influenciou a prática religiosa de suas populações constituintes. Uma simbiose entre os governantes otomanos e o sufismo influenciou fortemente o reinado islâmico dos otomanos desde o início. As ordens mevlevi e bektashis tinham uma relação próxima com os sultões, como abordagens místicas e sufistas, bem como heterodoxas e sincréticas do islamismo. A muitas vezes forçada conversão safávida do Irã para o islamismo xiita garantiu o domínio final do xiismo duodecimano na região. Os migrantes persas para o sul da Ásia, como burocratas influentes e proprietários de terras, ajudam a espalhar o islamismo xiita, formando algumas das maiores populações xiitas fora do Irã. Nader Xá, que derrubou os safávidas, tentou melhorar as relações com os sunitas propagando a integração do xiismo duodecimano ao islamismo sunita como um quinto madhhab, chamado jafarismo, que falhou em obter o reconhecimento dos otomanos.

### Era moderna (séculos XVIII a XX)

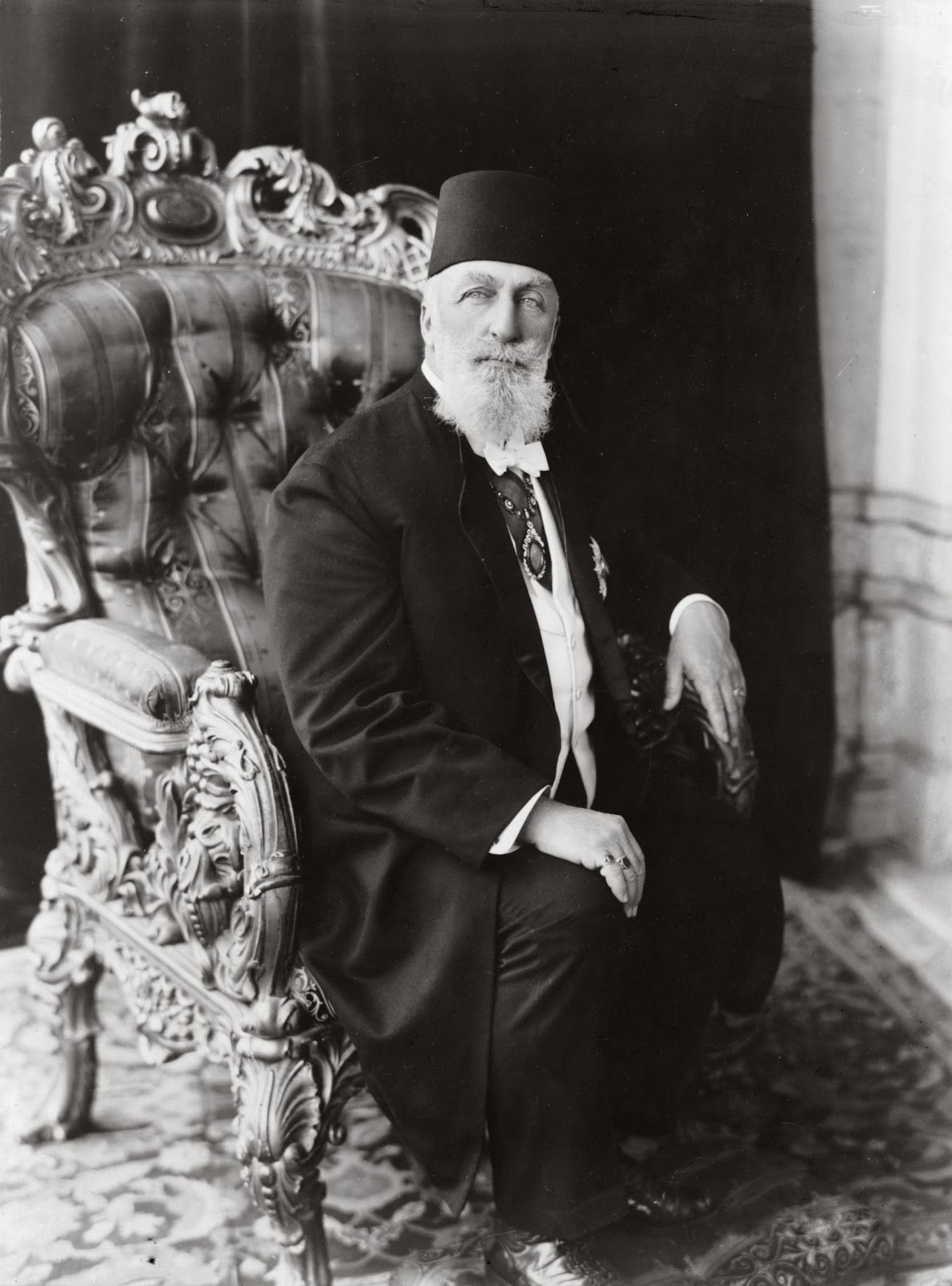
Abdul Mejide II foi o último califa do islamismo da dinastia otomana

No início do século XIV, ibne Taimia promoveu uma forma puritana do Islã, rejeitando abordagens filosóficas em favor de uma teologia mais simples e pediu para abrir os portões da itjihad ao invés da imitação cega de estudiosos. Ele convocou uma jihad contra aqueles que considerava hereges, mas seus escritos tiveram apenas um papel marginal durante sua vida. Durante o século XVIII na Arábia, Maomé ibne Abdal Uaabe, influenciado pelas obras de ibne Taimia e Ibn al-Qayyim, fundou um movimento, chamado uaabismo com sua autodesignação como muwahiddun, para retornar ao que ele via como um islamismo "puro". Ele condenava muitos costumes islâmicos locais, como visitar o túmulo de Maomé ou de homens santos, como inovações posteriores e pecaminosas, o que o fez destruir rochas e árvores sagradas, santuários sufistas, as tumbas de Maomé e seus companheiros e a tumba de Hussein em Carbala, um importante local de peregrinação xiita. Ele formou uma aliança com a família Saud, que, na década de 1920, completou a conquista da área que se tornaria a Arábia Saudita.
Ma Wanfu e Ma Debao promoveram movimentos salafitas no século XIX, como o sailaifengye na China, após retornarem de Meca, mas acabaram sendo perseguidos e forçados a se esconder por grupos sufistas. Outros grupos buscaram reformar o sufismo em vez de rejeitá-lo, com os senussis e Maomé Amade travando guerras e estabelecendo Estados na Líbia e no Sudão, respectivamente. Na Índia, Shah Waliullah Dehlawi tentou um estilo mais conciliatório contra o sufismo e influenciou o movimento deobandi. Em resposta, o movimento barelvi foi fundado como um movimento de massas, defendendo o sufismo popular e reformando suas práticas.
O mundo muçulmano estava geralmente em declínio político a partir de 1800, especialmente em relação às potências europeias não muçulmanas. Anteriormente, no século XV, a Reconquista conseguiu acabar com a presença muçulmana na Península Ibérica. No século XIX, a Companhia Britânica das Índias Orientais anexou formalmente a dinastia mogol na Índia. Como resposta ao imperialismo ocidental, muitos intelectuais buscaram reformar o Islã. O modernismo islâmico, inicialmente rotulado pelos estudiosos ocidentais como salafista, abraçou valores e instituições modernas, como a democracia, enquanto era orientado pelas escrituras. Precursores notáveis incluem Muhammad Abduh e Jamal al-Din al-Afghani. Abul Ala Maududi ajudou a influenciar o islamismo político moderno. Semelhante à codificação contemporânea, a xaria foi pela primeira vez parcialmente codificada em lei em 1869 no código mecelle do Império Otomano.
O Império Otomano se desintegrou após a Primeira Guerra Mundial e o califado foi abolido em 1924 pelo primeiro presidente da República Turca, Mustafa Kemal Atatürk, como parte de suas reformas seculares. Os pan-islamistas tentaram unificar os muçulmanos e competiram com as crescentes forças nacionalistas, como o pan-arabismo. A Organização de Cooperação Islâmica (OIC), composta por países de maioria muçulmana, foi criada em 1969 após o incêndio da Mesquita Al-Aqsa em Jerusalém.
O contato com as nações industrializadas trouxe populações muçulmanas para novas áreas por meio da migração econômica. Muitos muçulmanos migraram como servos contratados (principalmente da Índia e da Indonésia) para o Caribe, formando a maior população muçulmana em porcentagem nas Américas. A migração da Síria e do Líbano foi o maior contribuinte para a população muçulmana na América Latina. A urbanização resultante e o aumento do comércio na África subsaariana levaram os muçulmanos a se estabelecerem em novas áreas e espalharem sua fé, provavelmente dobrando sua população muçulmana entre 1869 e 1914.

### Era Contemporânea (século XX-presente)

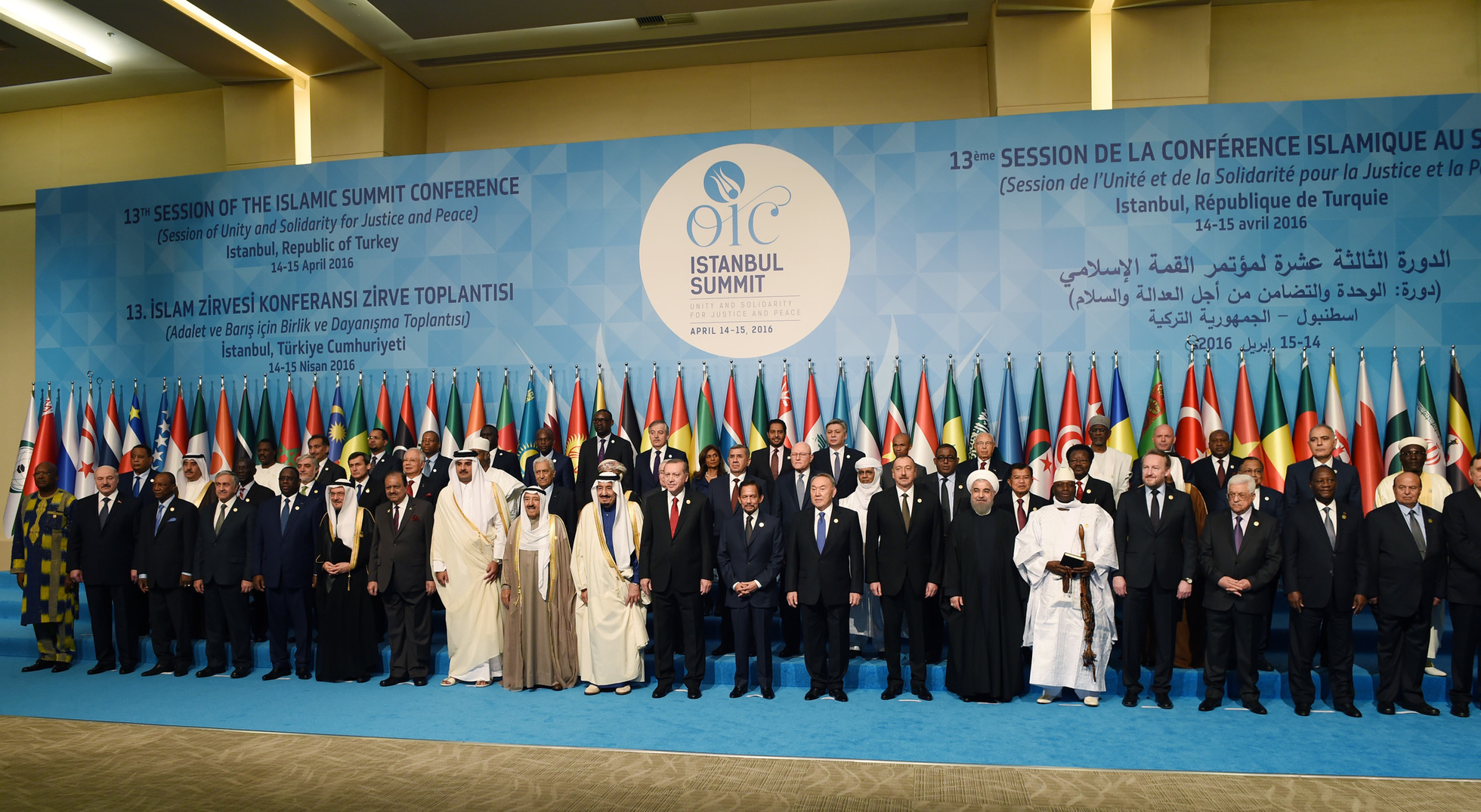
Líderes de países muçulmanos durante reunião da Organização para a Cooperação Islâmica em Istambul, Turquia

Precursores do modernismo islâmico influenciaram movimentos políticos islâmicos como a Irmandade Muçulmana e partidos relacionados no mundo árabe, que tiveram um bom desempenho nas eleições após a Primavera Árabe, como o Jamaat-e-Islami no sul da Ásia e Partido AK, que está democraticamente no poder na Turquia há décadas. No Irã, a revolução substituiu uma monarquia secular por um Estado islâmico. Outros, como Sayyid Rashid Rida, romperam com os modernistas islâmicos e se opuseram a abraçar o que ele via como influência ocidental. Enquanto alguns eram quietistas, outros acreditavam na violência contra aqueles que se opunham a eles, até mesmo outros muçulmanos, como o Estado Islâmico do Iraque e do Levante, que até tentaram recriar o moderno dinar de ouro como seu sistema monetário.
Em oposição aos movimentos políticos islâmicos, na Turquia do século XX, os militares realizaram golpes para derrubar os governos islâmicos e os lenços de cabeça foram legalmente restritos, como também aconteceu na Tunísia. Em outros lugares, a autoridade religiosa foi cooptada e agora é frequentemente vista como marionetes do Estado. Por exemplo, na Arábia Saudita, o Estado monopolizou a bolsa de estudos religiosa e, no Egito, o Estado nacionalizou a Universidade de Alazar, anteriormente uma voz independente checando o poder do governo. O salafismo foi financiado no Oriente Médio por seu quietismo. A Arábia Saudita fez campanha contra os movimentos islâmicos revolucionários no Oriente Médio, em oposição ao Irã.
As minorias muçulmanas de várias etnias foram perseguidas como um grupo religioso. Isso foi realizado por forças comunistas como o Khmer Vermelho, que os viam como seu principal inimigo a ser exterminado, pois sua prática religiosa os destacava do resto da população, do Partido Comunista Chinês em Xinjiang e por forças nacionalistas, como durante o genocídio da Bósnia.
A globalização da comunicação aumentou a disseminação de informações religiosas. A adoção do hijabe tornou-se mais comum e alguns intelectuais muçulmanos estão se esforçando cada vez mais para separar as crenças bíblicas islâmicas das tradições culturais. Entre outros grupos, esse acesso à informação levou ao surgimento de pregadores populares "televangelistas", como Amr Khaled, que competem com os ulemás tradicionais em seu alcance e têm autoridade religiosa descentralizada. Interpretações mais "individualizadas" do Islã incluem notavelmente os muçulmanos liberais que tentam reconciliar as tradições religiosas com a atual governança secular e questões femininas.

## Demografia

Porcentagem mundial de muçulmanos por país

Em 2020, cerca de 24% da população global, ou cerca de 1,9 bilhão de pessoas, era muçulmana. Em 1900, essa estimativa era de 12,3%, em 1990 era de 19,9% e as projeções sugerem que a proporção será de 29,7% em 2050. O Pew Research Center estima que entre 87% e 90% dos muçulmanos são sunitas e entre 10% e 13% são xiitas. Aproximadamente 49 países são de maioria muçulmana, com 62% dos muçulmanos do mundo vivendo na Ásia e 683 milhões de adeptos na Indonésia, Paquistão, Índia e apenas Bangladesh. Os árabes muçulmanos formam o maior grupo étnico entre os muçulmanos no mundo, seguidos pelos bengalis e pelos punjabis. A maioria das estimativas indica que a China tem aproximadamente 20 milhões a 30 milhões de muçulmanos (1,5% a 2% da população). O islamismo na Europa é a segunda maior religião depois do cristianismo em muitos países, com taxas de crescimento devidas principalmente à imigração e taxas de natalidade mais altas de muçulmanos em 2005, representando 4,9% de toda a população da Europa em 2016.
A conversão religiosa não tem impacto no crescimento da população muçulmana, pois “o número de pessoas que se tornam muçulmanas por meio da conversão parece ser aproximadamente igual ao número de muçulmanos que abandonam a fé”. Embora se espere que o islamismo experimente um ganho modesto de cerca de 3 milhões de seguidores por meio da conversão religiosa entre 2010 e 2050, principalmente da África Subsaariana (2,9 milhões).
De acordo com um relatório da CNN, “o islamismo atraiu convertidos de todas as esferas da vida, principalmente afro-americanos”. Na Grã-Bretanha, cerca de 6 mil pessoas se convertem ao islamismo por ano e, de acordo com um artigo da Pesquisa Mensal dos Muçulmanos Britânicos, a maioria dos novos convertidos muçulmanos britânicos eram mulheres. De acordo com o The Huffington Post, "observadores estimam que cerca de 20 mil estadunidenses se convertem ao islamismo anualmente", sendo a maioria deles mulheres e afro-americanos.
Tanto em termos percentuais como totais, o islamismo é o principal grupo religioso que mais cresce no mundo e prevê-se que se torne o maior do mundo até ao final do século XXI, ultrapassando o cristianismo. Estima-se que, até o ano 2050, o número de muçulmanos será quase igual ao número de cristãos em todo o mundo, “devido ao número de jovens e à elevada taxa de fertilidade dos muçulmanos em relação a outros grupos religiosos”.

### Países lusófonos

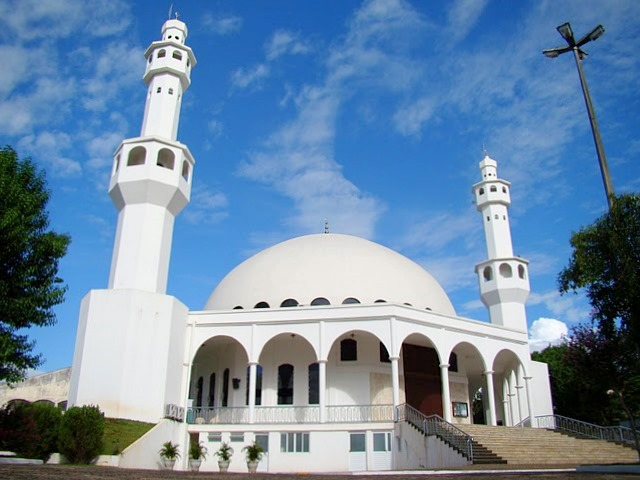
Mesquita em Foz do Iguaçu, Paraná, Brasil

Em Portugal, existe igualmente uma comunidade muçulmana, que nada tem a ver com os muçulmanos que viveram no país durante a Idade Média; são na sua maioria naturais das antigas colónias portuguesas de Moçambique e Guiné-Bissau, que se fixaram em Portugal após a independência desses territórios. O ismaelismo também está presente em Portugal, tendo a sua sede no Centro Ismaili de Lisboa, construído pela Fundação Aga Khan. Estima-se que o número de muçulmanos em Portugal ronde os 30 mil.
Segundo o censo de 2000, o Brasil tinha 27 239 muçulmanos. Porém, para a Federação Islâmica Brasileira, o número de muçulmanos no Brasil ronda o 1,5 milhão. A maioria dos muçulmanos brasileiros vive nos estados do Paraná e Rio Grande do Sul, mas também existem comunidades significativas no Rio de Janeiro, Mato Grosso do Sul e São Paulo. Grande parte desses muçulmanos são descendentes de imigrantes sírios e libaneses que se fixaram no Brasil durante a Primeira Guerra Mundial.
Na Guiné-Bissau, o islamismo penetrou na Idade Média, tendo as ordens sufistas desempenhado um importante papel na sua difusão. Reúne hoje cerca de 45% da população. Outro país africano de língua oficial portuguesa com um número significativo de muçulmanos é Moçambique (17,8%).

## Principais ramos

### Sunismo

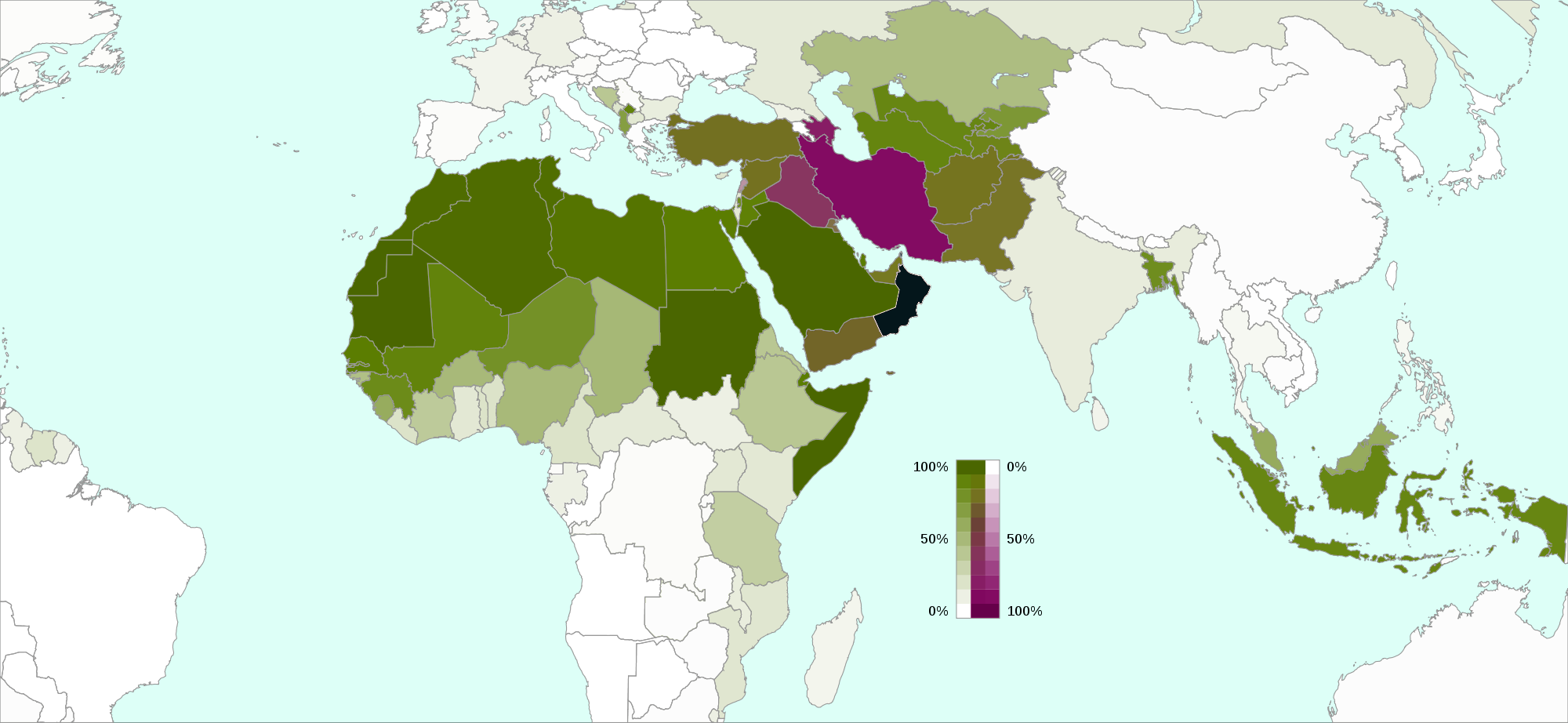
Islamismo no mundo moderno
----
Países com maioria sunita
Países com maioria xiita
Países com maioria ibadita

O sunismo é o nome da maior denominação do islamismo. O termo é uma contração da frase "ahl as-sunna wa'l-jamaat", que significa "povo da suna (as tradições do profeta Maomé) e da comunidade". Sunitas acreditam que os primeiros quatro califas foram os sucessores legítimos de Maomé e fazem referência principalmente a seis grandes obras de hádices para questões jurídicas, enquanto seguem uma das quatro escolas tradicionais de jurisprudência: hanafismo, hambalismo, maliquismo ou xafeísmo.
A teologia tradicionalista é uma escola de pensamento sunita, proeminentemente defendida por Amade ibne Hambal (780-855), que se caracteriza por sua adesão a uma compreensão textualista do Alcorão e da suna, a crença de que o Alcorão é incriado e eterno e oposição à teologia especulativa, chamada calâm, em questões religiosas e éticas. O mutazilismo é uma escola de pensamento sunita inspirada na filosofia da Grécia Antiga. O maturidismo, fundado por Abu Mançor Almaturidi (853–944), afirma que as escrituras não são necessárias para a ética básica e que o bem e o mal podem ser compreendidos apenas pela razão, mas as pessoas confiam na revelação, para assuntos além da esfera humana. compreensão. O alaxarismo, fundado por Alaxari (c. 874-936), sustenta que a ética pode derivar apenas da revelação divina, mas aceita a razão em relação a questões exegéticas e combina abordagens Muʿtazila com ideias tradicionalistas.
O salafismo é um movimento de renascimento que defende o retorno às práticas das primeiras gerações de muçulmanos. No século XVIII, Maomé ibne Abdal Uaabe liderou um movimento salafista, referido por quem está de fora como uaabismo, na atual Arábia Saudita. Um movimento semelhante chamado Ahl-e Hadith também tirou a ênfase da secular tradição jurídica sunita, preferindo seguir diretamente o Alcorão e o hádice. O movimento sunita Nurcu foi criado por Said Nursi (1877–1960); incorpora elementos do Sufismo e da ciência.

### Xiismo

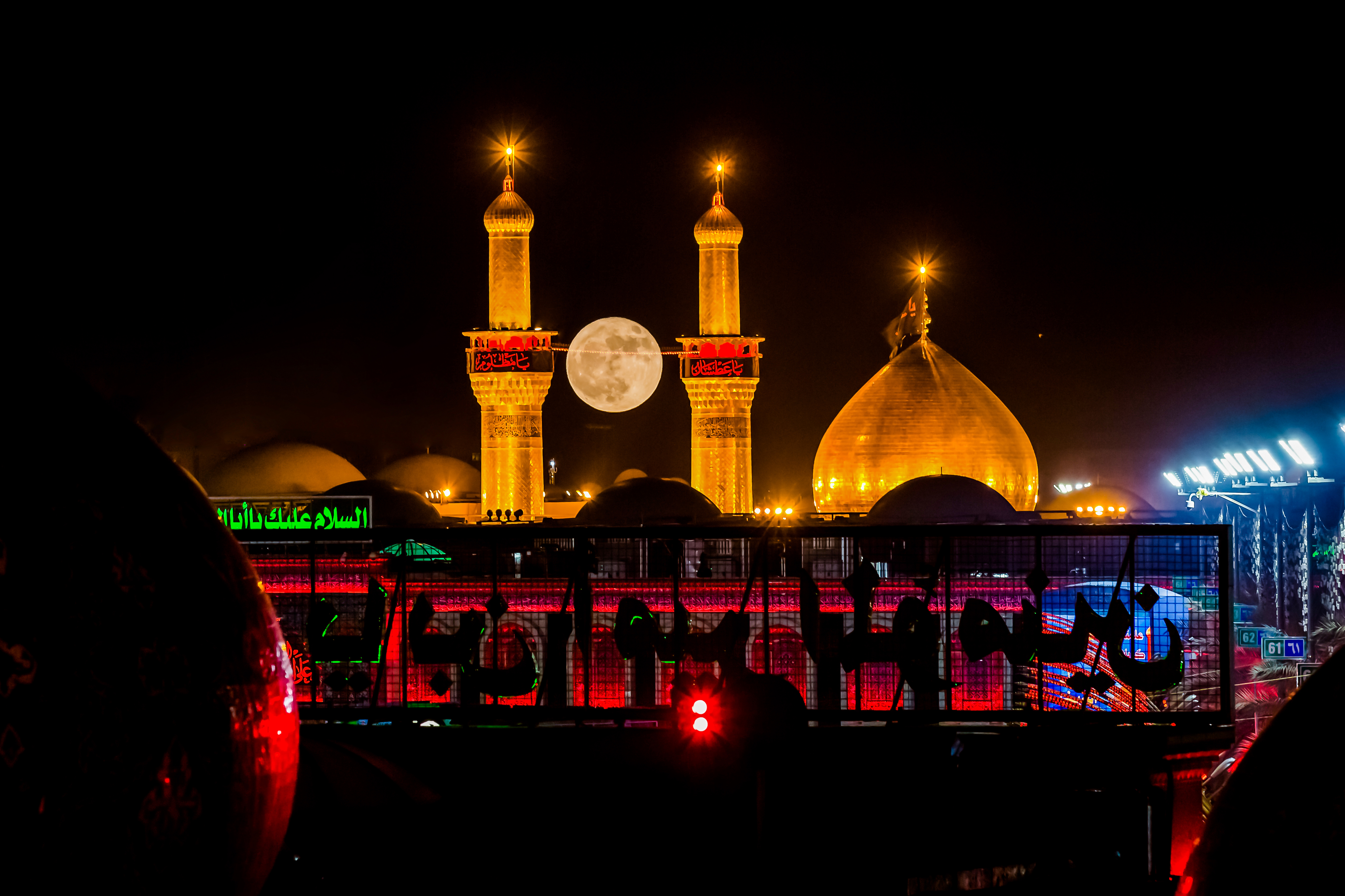
O Santuário do Imam Hussein no Iraque é um local sagrado para os muçulmanos xiitas

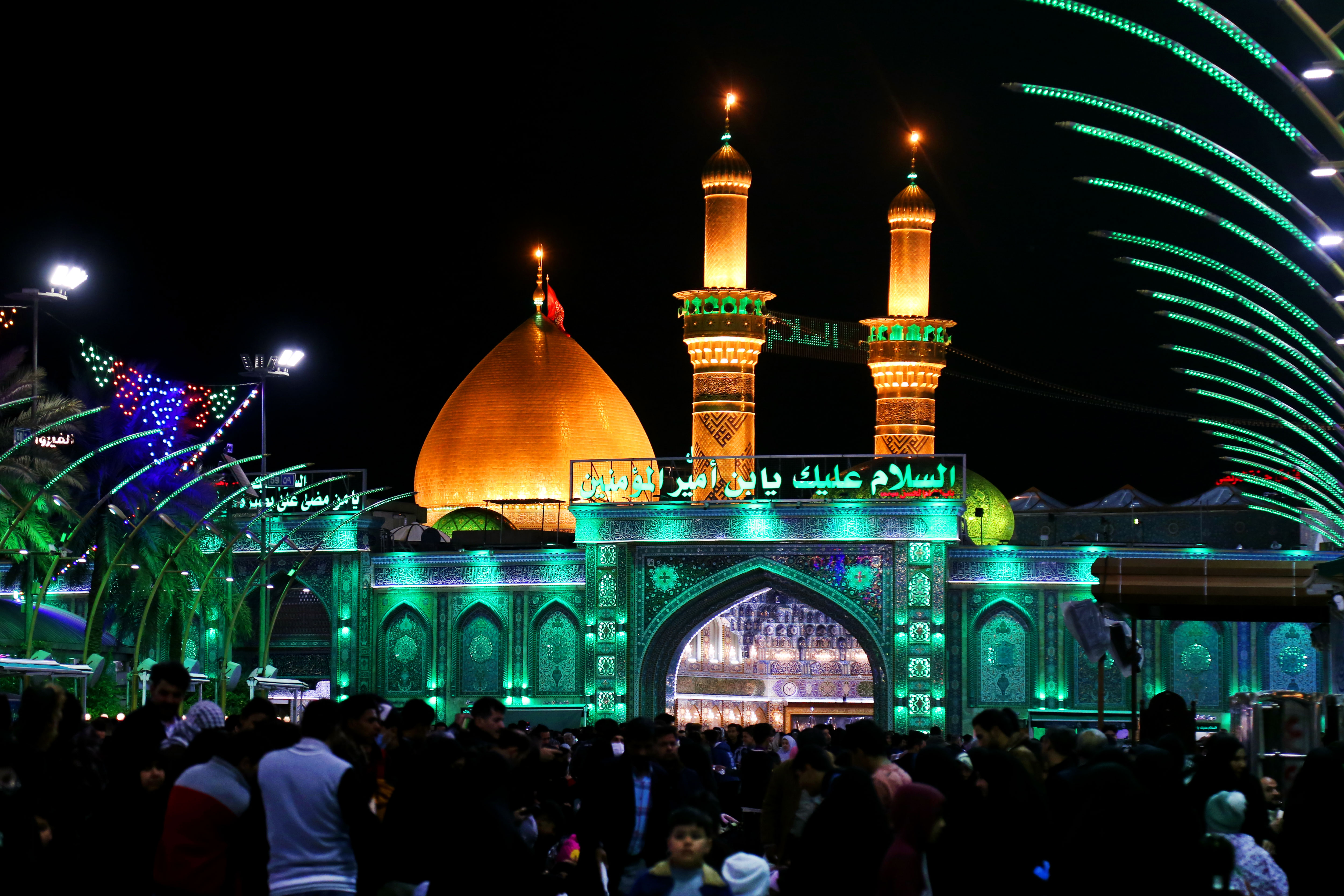
Santuário de Al-Abbas, entre os santuários sagrados, Carbala, Iraque.

O xiismo é a segunda maior denominação muçulmana e dividem-se com os sunitas sobre o sucessor de Maomé como líder, que os xiitas acreditavam ser de certos descendentes da família de Maomé conhecidos como Ahl al-Bayt e esses líderes, referidos como imames, têm autoridade espiritual adicional.
De acordo com muçulmanos sunitas e xiitas, evento significativo ocorreu em Gadir Cum, durante o retorno de Maomé de sua peregrinação final a Meca, onde ele nomeou seu primo Ali como executor de seu último testamento e testamento, bem como seu uáli (autoridade). Os xiitas reconhecem que Maomé nomeou Ali como seu sucessor (califa) e imame (líder espiritual e político) depois dele. Alguns dos primeiros Imames são reverenciados por todos os grupos xiitas e sunitas, como Ali. O xiismo duodecimano, o primeiro e maior ramo xiita, acredita nos doze imames. Eles reconhecem que a profecia dos doze foi predita no hádices dos Doze Sucessores, que é registrado tanto por fontes sunitas quanto xiitas.
Os zaiditas, o segundo ramo mais antigo do Islã, rejeita os poderes especiais dos imames se às vezes é considerado uma 'quinta escola' do islamismo sunita, em vez de uma denominação xiita. Os ismaelitas se separaram dos xiitas duodecimanos por discordar sobre quem era o sétimo imame e se dividiram em mais grupos por conta do estatuto dos sucessivos imames, sendo o maior desses grupos os nizaris.

### Ibadismo
O ibadismo é praticado por 1,45 milhão de muçulmanos em todo o mundo (~0,08% de todos os muçulmanos), a maioria deles em Omã. O ibadismo é frequentemente associado e visto como uma variação moderada dos carijitas, embora os próprios ibadistas se oponham a esta classificação. Os carijitas eram grupos que se rebelaram contra o califa Ali por sua aceitação da arbitragem com alguém que consideravam pecador. Ao contrário da maioria dos grupos carijitas, o ibadismo não considera os muçulmanos pecadores como incrédulos. Os hádices ibadistas, como a coleção Jami Sahih, usam redes de narradores do início da história islâmica que consideram confiáveis, mas a maioria dos hádices ibadistas também são encontrados em coleções sunitas padrão e os ibadistas contemporâneos frequentemente aprovam as coleções padrão dos sunitas.

### Outras denominações
- O movimento ahmadi foi fundado por Mirza Ghulam Ahmad[286] na Índia em 1889.[287][288][289] Ahmad afirmou ser o "Messias Prometido" ou "Imame Mahdi" da profecia. Atualmente, o grupo tem entre 10 milhões e 20 milhões de praticantes, mas é rejeitado pela maioria dos muçulmanos como herético[290] e os ahmadis têm sido sujeitos a perseguição e discriminação religiosa desde o início do movimento.[291]
- O alevismo é uma tradição islâmica local sincrética e heterodoxa, cujos adeptos seguem os ensinamentos místicos (bāṭenī) de Ali e Haji Bektash Veli.[292] O alevismo é uma mistura de crenças turcas tradicionais do século XIV,[293] com possíveis origens sincretistas no xamanismo e no animismo, ao lado das crenças xiitas e sufistas. Estima-se que existam entre 10 milhões até mais de 20 milhões (~0,5% –1% de todos os muçulmanos) de alevitas em todo o mundo.[294][295]
- O Alcorão é um movimento religioso do islamismo baseado na crença de que a lei e a orientação islâmicas devem ser baseadas apenas no Alcorão e não na suna ou hádice,[296] com os Alcorão diferindo notavelmente em sua abordagem aos cinco pilares do Islã.[296] O movimento desenvolveu-se a partir do século XIX, com pensadores como Syed Ahmad Khan, Abdullah Chakralawi e Ghulam Ahmed Perwez na Índia questionando a tradição hádice.[297] No Egito, Muhammad Tawfiq Sidqi escreveu o artigo "O islamismo é apenas o Alcorão" na revista Al-Manār, defendendo a autoridade exclusiva do Alcorão.[298] Um proeminente Alcorão do final do século XX foi Rashad Khalifa, um bioquímico egípcio-estadunidense que afirmou ter descoberto um código numerológico no Alcorão e fundou a organização alcorânica "United Submitters International".[299]

### Muçulmanos não denominacionais
Os muçulmanos não denominacionais não pertencem ou não se identificam com uma denominação islâmica específica. Pesquisas recentes relatam que grandes proporções de muçulmanos em algumas partes do mundo se autoidentificam como “apenas muçulmanos”, embora haja pouca análise sobre as motivações subjacentes a este tipo de resposta. O Pew Research Center relata que os entrevistados que se identificam como “apenas muçulmanos” constituem a maioria dos muçulmanos em sete países (e uma pluralidade em três outros), sendo a proporção mais elevada no Cazaquistão, com 74%. Pelo menos um em cada cinco muçulmanos em pelo menos 22 países identifica-se desta forma.

### Misticismo

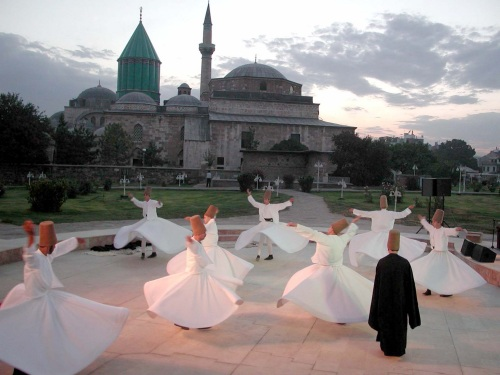
Os dervixes rodopiantes perto do túmulo do místico sufista Rumi

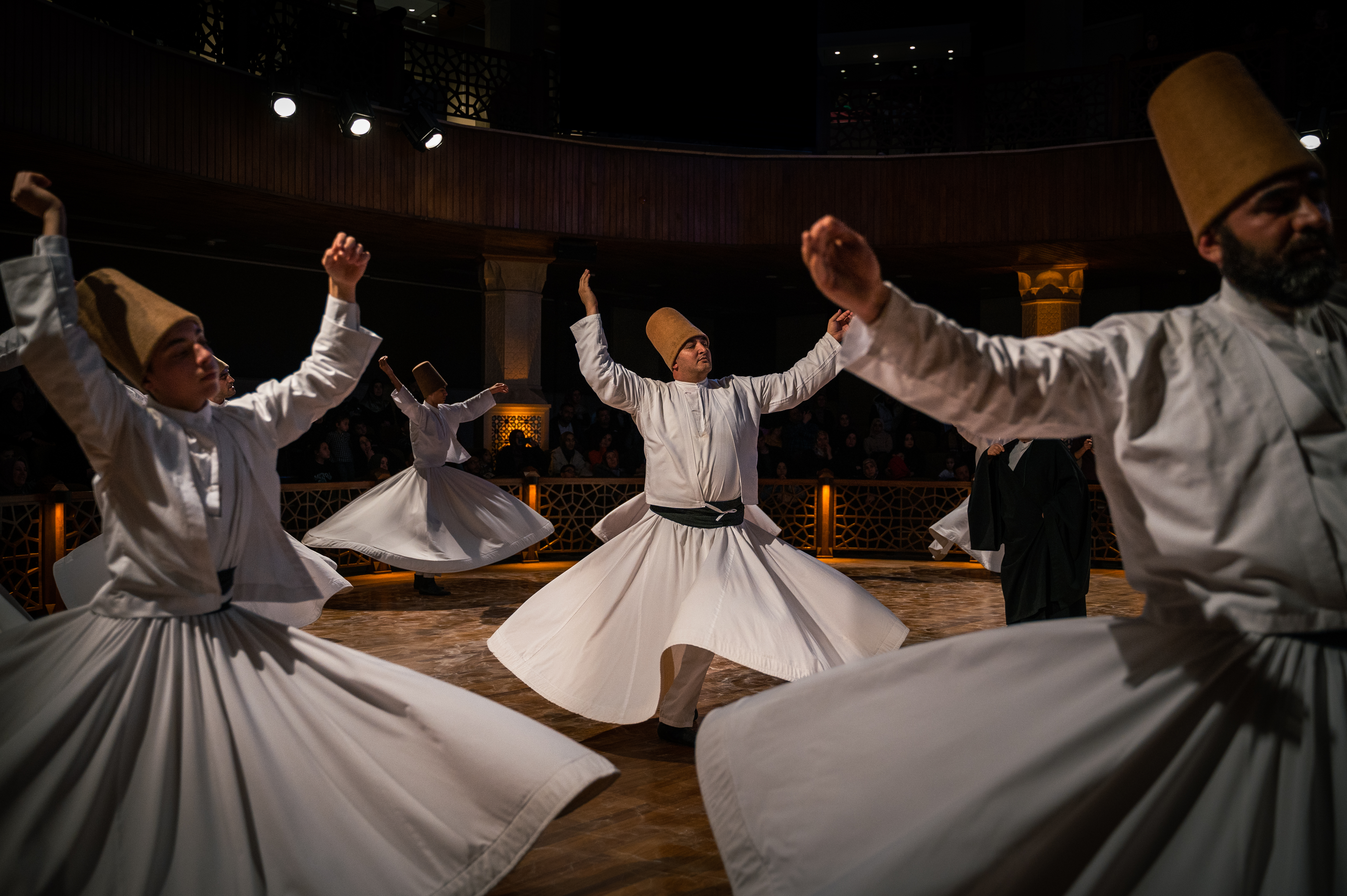
Sufismo em Cônia, Turquia

O sufismo (em árabe: تصوف, translit. tasawwuf), é uma abordagem místico-ascética do islamismo que busca encontrar uma experiência pessoal direta de Deus. Os estudiosos sufis clássicos definiram o tasawwuf como "uma ciência cujo objetivo é reparar o coração e afastá-lo de tudo o mais, exceto Deus", por meio de "faculdades intuitivas e emocionais" que devemos ser treinados para usar. Não é uma seita do islamismo e os seus adeptos pertencem a várias denominações muçulmanas. O ismaelismo, cujos ensinamentos estão enraizados no gnosticismo e no neoplatonismo bem como nas escolas iluminacionistas e isfahan de filosofia islâmica, desenvolveu interpretações místicas do Islã. Haçane de Baçorá, o primeiro asceta sufista frequentemente retratado como um dos primeiros sufistas, enfatizou o medo de falhar nas expectativas de obediência de Deus. Em contraste, sufistas proeminentes posteriores, como Almançor Alhalaje e Jalaladim Rumi, enfatizaram a religiosidade baseada no amor para com Deus. Tal devoção também teria impacto nas artes, sendo Rumi ainda um dos poetas mais vendidos da América.
Os sufistas veem o tasawwuf como uma parte inseparável do Islã. Sufistas tradicionais, como Bazajeto de Bastã, Jalaluddin Rumi, Haji Bektash Veli, Junaide de Bagdá e Al-Ghazali, defenderam o sufismo como sendo baseado nos princípios do islamismo e nos ensinamentos do profeta. O historiador Nile Green argumentou que o islamismo no período medieval era mais ou menos o mesmo que sufismo. Práticas devocionais populares, como a veneração de santos sufistas, foram vistas como inovações da religião original por parte dos seguidores do movimento revivalista sunita conhecido como salafismo, que às vezes atacaram fisicamente os sufistas, levando a uma deterioração nas relações sufistas-salafistas.
As congregações sufistas formam ordens (tariqa) centradas em torno de um professor (wali) que traça uma cadeia espiritual que remonta a Maomé Os sufis desempenharam um papel importante na formação das sociedades muçulmanas por meio das suas atividades missionárias e educacionais. O sufismo influenciou o movimento Ahle Sunnat ou o movimento Barelvi com mais de 200 milhões de seguidores no sul da Ásia. O sufismo é proeminente na Ásia Central, bem como em países africanos como Tunísia, Argélia, Marrocos, Senegal, Chade e Níger.

## Direito e jurisprudência

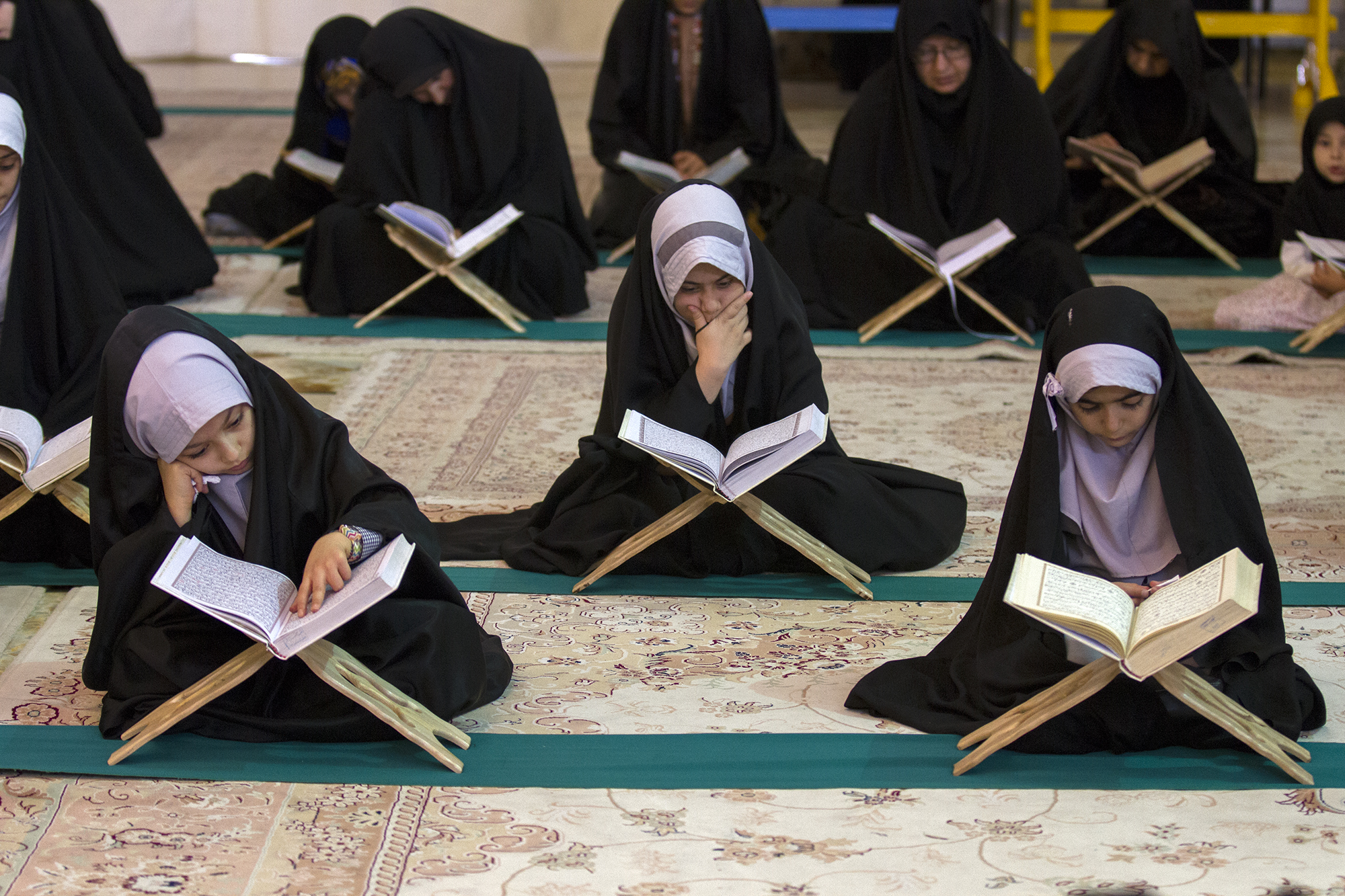
Meninas muçulmanas xiitas estudando o Alcorão colocadas em púlpitos dobráveis (rehal) durante o Ramadã em Qom, Irã

A xaria é a lei religiosa que faz parte da tradição islâmica.  É derivado dos preceitos religiosos do Islã, particularmente do Alcorão e do hádice. Em árabe, o termo sharīʿah refere-se à lei divina e é contrastado com fiqh, que se refere às suas interpretações acadêmicas. A forma de sua aplicação nos tempos modernos tem sido objeto de disputa entre tradicionalistas e reformistas muçulmanos.
A teoria tradicional da jurisprudência islâmica reconhece quatro fontes da xaria: o Alcorão, a suna (Hádice e Sira), qiyas (raciocínio analógico) e ijma (consenso jurídico). Diferentes escolas jurídicas desenvolveram metodologias para derivar decisões da xaria a partir de fontes bíblicas, utilizando um processo conhecido como ijtihad. A jurisprudência tradicional distingue dois ramos principais do direito, ʿibādāt (rituais) e muʿāmalāt (relações sociais), que juntos abrangem uma ampla gama de tópicos. Suas decisões atribuem ações a uma das cinco categorias chamadas ahkam: obrigatórias (fard), recomendadas (mustahabb), permitidas (mubah), abomináveis (makruh) e proibidas (haram). O perdão é muito celebrado no Islã e, no direito penal, embora seja considerado permissível impor uma pena a um infrator proporcional à sua ofensa; perdoar o ofensor é melhor. Dar um passo além, oferecendo um favor ao infrator, é considerado o auge da excelência. Algumas áreas da xaria coincidem com a noção ocidental de lei, enquanto outras correspondem mais amplamente a viver a vida de acordo com a vontade de Deus.

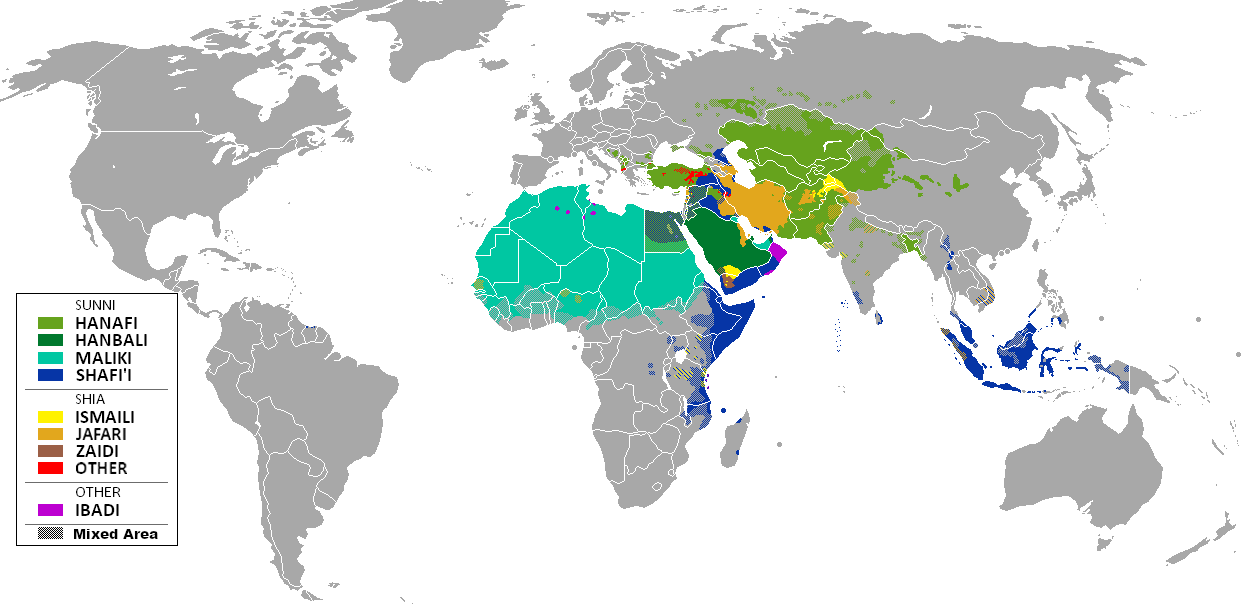
Escolas islâmicas de direito no mundo muçulmano

Historicamente, a xaria foi interpretada por juristas independentes (muftis). Suas opiniões jurídicas (fatwa) foram levadas em consideração pelos juízes nomeados pelo governante, que presidiam os tribunais de cádi e pelos tribunais mazalins, que eram controlados pelo conselho do governante e administravam o direito penal. Na era moderna, as leis penais baseadas na xaria foram amplamente substituídas por estatutos inspirados em modelos europeus. As reformas Tanzimat do século XIX do Império Otomano conduziram ao código civil Mecelle e representaram a primeira tentativa de codificar a xaria. Embora as constituições da maior parte dos Estados de maioria muçulmana contenham referências à xaria, as suas regras clássicas foram em grande parte mantidas apenas nas leis de estatuto pessoal (família). Os órgãos legislativos que codificaram essas leis procuraram modernizá-las sem abandonar os seus fundamentos na jurisprudência tradicional. O renascimento islâmico do final do século XX trouxe consigo apelos de movimentos islâmicos para a implementação completa da xaria. O papel da xaria tornou-se um tema controverso em todo o mundo. Existem debates contínuos sobre se a xaria é compatível com formas seculares de governo, direitos humanos, liberdade de pensamento e direitos das mulheres.
Uma escola de jurisprudência é chamada de madhhab (em árabe: مذهب). As quatro principais escolas sunitas são as escolas hanafismo, maliquismo, xafeísmo e hambalismo, enquanto as três principais escolas xiitas são as escolas jafarismo, zaidismo e ismaelismo. Cada um difere em sua metodologia, chamada Usul al-fiqh ("princípios de jurisprudência"). A conformidade no seguimento das decisões de um especialista religioso ou de uma escola é chamada de taqlid. O termo ghair muqallid refere-se àqueles que não usam taqlid e, por extensão, não têm madhab. A prática de uma interpretação individual da lei com raciocínio independente é chamada de ijtihad.

## Sociedade

### Personagens religiosos

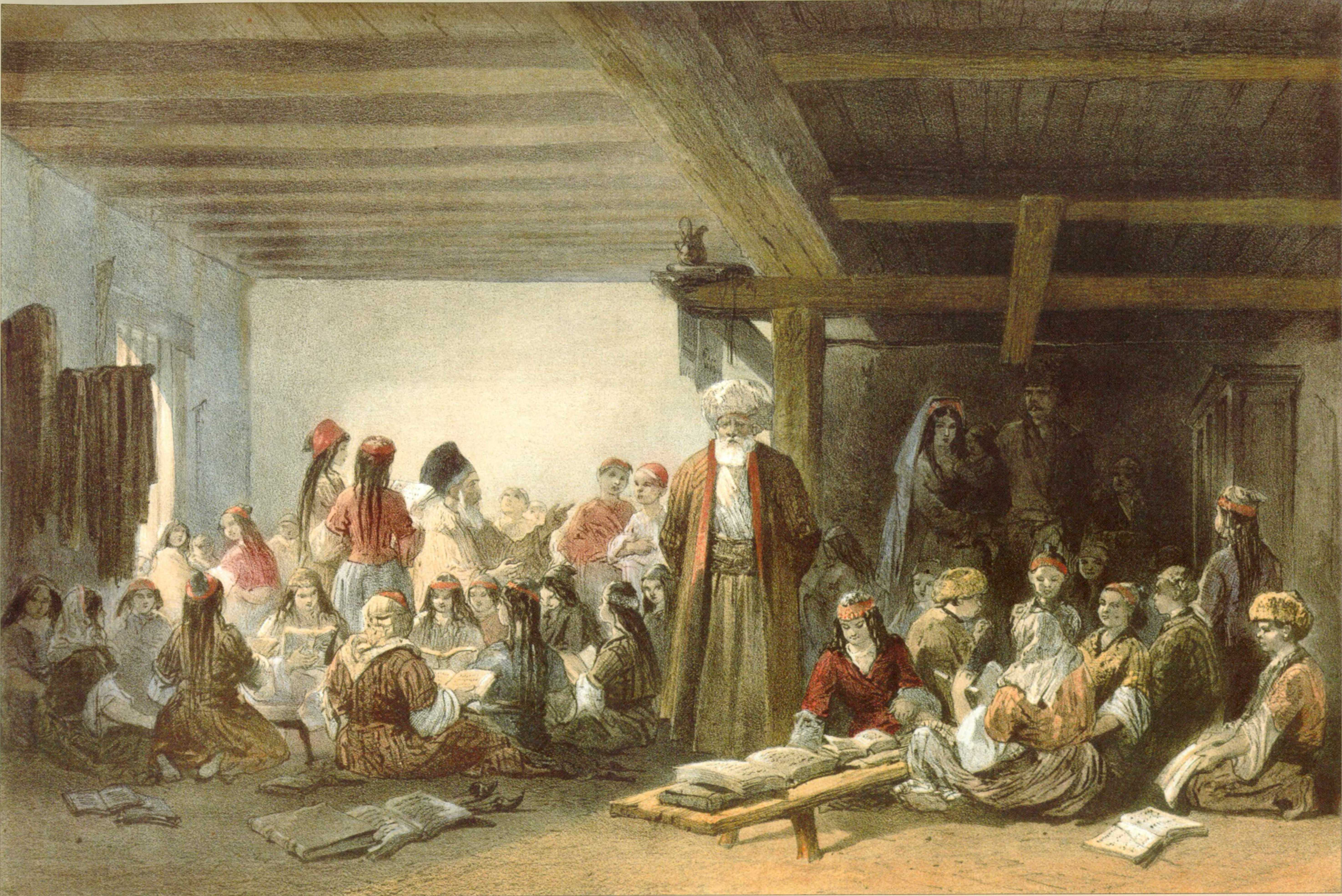
Estudantes muçulmanos tártaros da Crimeia (1856)

O islamismo não tem clero no sentido sacerdotal, como sacerdotes que fazem a mediação entre Deus e o povo. Imame (em árabe: إمام) é o título religioso usado para se referir a uma posição de liderança islâmica, muitas vezes no contexto da realização de um culto islâmico. A interpretação religiosa é presidida pelo ulama (árabe: علماء), um termo usado para descrever o corpo de estudiosos que receberam treinamento em estudos islâmicos. Um estudioso do hádice é chamado de muhaddith, um estudioso da jurisprudência é chamado de faqih (em árabe: فقيه), um jurista qualificado para emitir pareceres ou fatwas é chamado de mufti e um qadi é um juiz islâmico. Os títulos honoríficos dados aos estudiosos incluem xeque, mulá e mawlawi. Alguns muçulmanos também veneram santos associados a milagres (em árabe: كرامات, translit. karāmāt).

### Governança
Na jurisprudência econômica islâmica, a acumulação de riqueza é um insulto e, portanto, o comportamento monopolista é desaprovado. As tentativas de cumprir a xaria levaram ao desenvolvimento do sistema bancário islâmico. O islamismo proíbe a riba, normalmente traduzida como usura, que se refere a qualquer ganho injusto no comércio e é mais comumente utilizada para significar juros. Em vez disso, os bancos islâmicos estabelecem parceria com o mutuário e ambos partilham dos lucros e de quaisquer perdas do empreendimento. Outra característica é evitar a incerteza, que é vista como jogo e os bancos islâmicos tradicionalmente evitam instrumentos derivados, como futuros ou opções, que historicamente os protegeram das recessões do mercado. Os califados Ortodoxo e Omíada costumava estar envolvido na distribuição de caridade do tesouro, conhecida como Bayt al-mal, antes de se tornar uma atividade amplamente individual por volta do ano 720. O primeiro califa, Abacar, distribuiu o zakat como um dos primeiros exemplos de renda mínima garantida, com cada cidadão recebendo de 10 a 20 dirrã anualmente. Durante o reinado do segundo califa Omar, a pensão alimentícia foi introduzida e os idosos e deficientes tinham direito a estipêndios, enquanto o califa omíada Omar II designou um servo para cada pessoa cega e para cada duas pessoas com doenças crônicas.
Jihad significa "esforçar-se ou lutar [no caminho de Deus]" e, em seu sentido mais amplo, é "exercer o máximo de poder, esforços, empenhos ou habilidade na luta contra um objeto de desaprovação". Os xiitas, em particular, enfatizam a "jihad maior" de lutar para alcançar a autoperfeição espiritual enquanto a "jihad menor" é definida como guerra. Quando usada sem qualificação, o termo é frequentemente entendido em sua forma militar, a única forma de guerra permitida na lei islâmica e pode ser declarada contra obras ilegais, terroristas, grupos criminosos, rebeldes, apóstatas e líderes ou Estados que oprimem os muçulmanos. A maioria dos muçulmanos atuais interpreta o termo jihad apenas como uma forma defensiva de guerra. A jihad só se torna um dever individual para aqueles investidos de autoridade. Para o resto da população, isto só acontece no caso de uma mobilização geral. Para a maioria dos xiitas duodecimanos, a jihad ofensiva só pode ser declarada por um líder divinamente nomeado da comunidade muçulmana e, como tal, está suspensa desde que a ocultação de Muhammad al-Mahdi ocorreu em 868.

### Vida diária e familiar

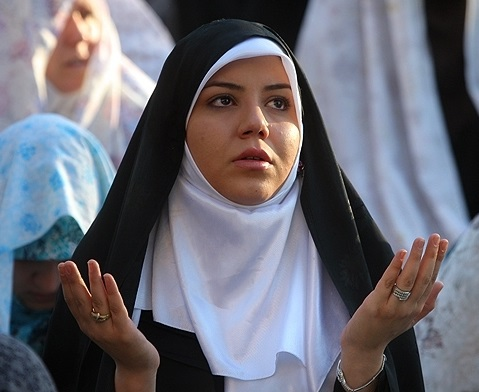
Os véus islâmicos representam modéstia

Muitas práticas diárias se enquadram na categoria de adab, ou etiqueta. Alimentos proibidos específicos incluem produtos suínos, sangue e carniça. A saúde é vista como uma confiança de Deus e os intoxicantes, como as bebidas alcoólicas, são proibidos. Toda carne deve provir de um animal herbívoro abatido em nome de Deus por um muçulmano, judeu ou cristão, exceto a caça que alguém tenha caçado ou pescado para si mesmo. As barbas são frequentemente encorajadas entre os homens como algo natural e modificações corporais, como tatuagens permanentes, são geralmente proibidas por violarem a criação. Seda e ouro são proibidos para os homens no islamismo manterem um estado de sobriedade. Haya, frequentemente traduzido como “vergonha” ou “modéstia”, é por vezes descrito como o caráter inato do Islã e informa grande parte da vida cotidiana muçulmana. Por exemplo, as roupas no islamismo enfatizam um padrão de modéstia, que inclui o hijabe para as mulheres. Da mesma forma, a higiene pessoal é incentivada com certos requisitos.

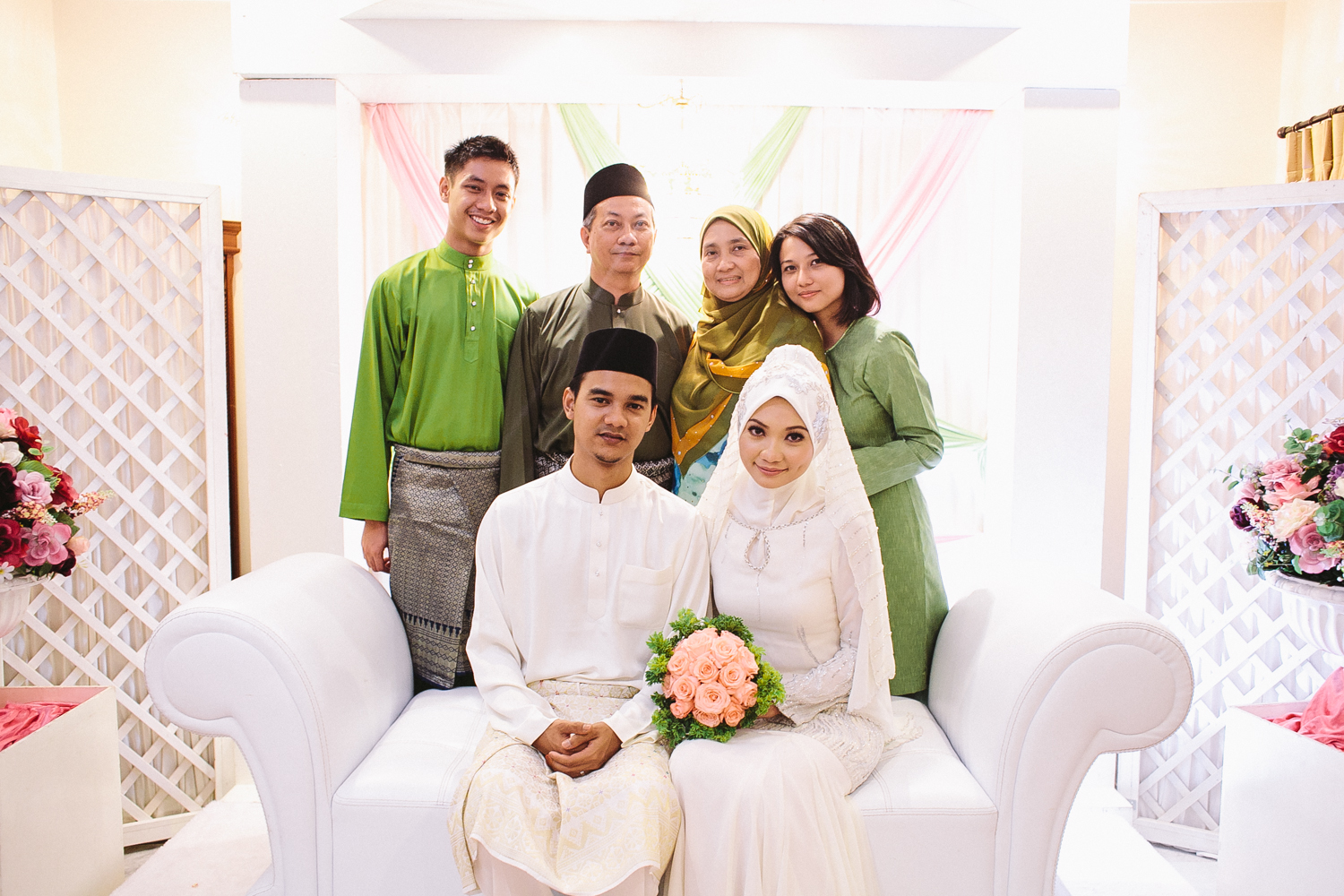
Um casamento islâmico

No casamento islâmico, o noivo é obrigado a pagar um presente nupcial chamado mahr. A maioria das famílias no mundo islâmico é monogâmica. No entanto, os homens muçulmanos podem praticar a poliginia e podem ter até quatro esposas simultaneamente. Os ensinamentos islâmicos aconselham fortemente que se um homem não puder garantir apoio financeiro e emocional igual para cada uma das suas esposas, que ele se case com apenas uma mulher. Uma razão citada para a poliginia é que ela permite que um homem dê proteção financeira a múltiplas mulheres, que de outra forma não teriam qualquer apoio (por exemplo, viúvas). No entanto, a primeira esposa pode estabelecer uma condição no contrato de casamento de que o marido não pode casar com outra mulher durante o casamento. Também existem variações culturais nos casamentos. Entretanto, a poliandria, prática em que uma mulher assume dois ou mais maridos, é proibida no Islã.

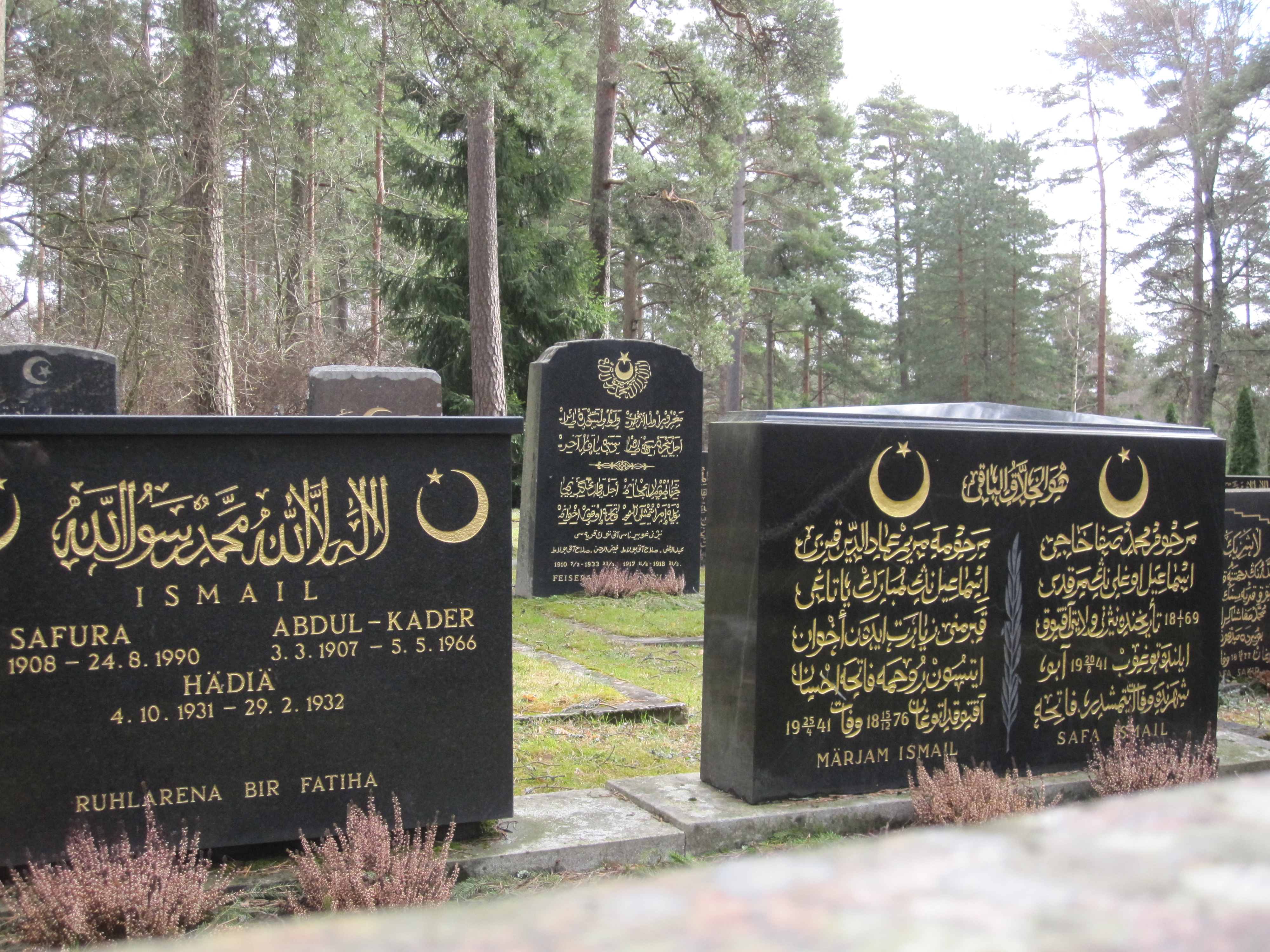
Um cemitério islâmico em Turku, Finlândia

Um muçulmano moribundo é encorajado a pronunciar a Chahada como suas últimas palavras. Prestar homenagem aos mortos e comparecer a funerais na comunidade são considerados atos virtuosos. Nos rituais funerários islâmicos, o enterro é incentivado o mais rápido possível, geralmente cerca de 24 horas após a morte. O corpo é lavado, exceto no caso dos mártires, por membros do mesmo sexo e envolto em uma vestimenta chamada kafan. Uma "oração fúnebre" chamada Salat al-Janazah é realizada. Lamentar ou clamar alto e tristemente é desencorajado. Os caixões muitas vezes não são usados e os túmulos geralmente não têm identificação, mesmo para reis.
Após o nascimento de uma criança, o azan é pronunciado no ouvido direito. No sétimo dia é realizada a cerimônia aqiqah, na qual um animal é sacrificado e sua carne é distribuída entre os pobres. A cabeça da criança é raspada e uma quantia em dinheiro igual ao peso de seu cabelo é doada aos pobres. A circuncisão masculina, chamada khitan, é frequentemente praticada no mundo muçulmano. Respeitar e obedecer aos pais e cuidar deles especialmente na velhice é uma obrigação religiosa.

### Artes e cultura

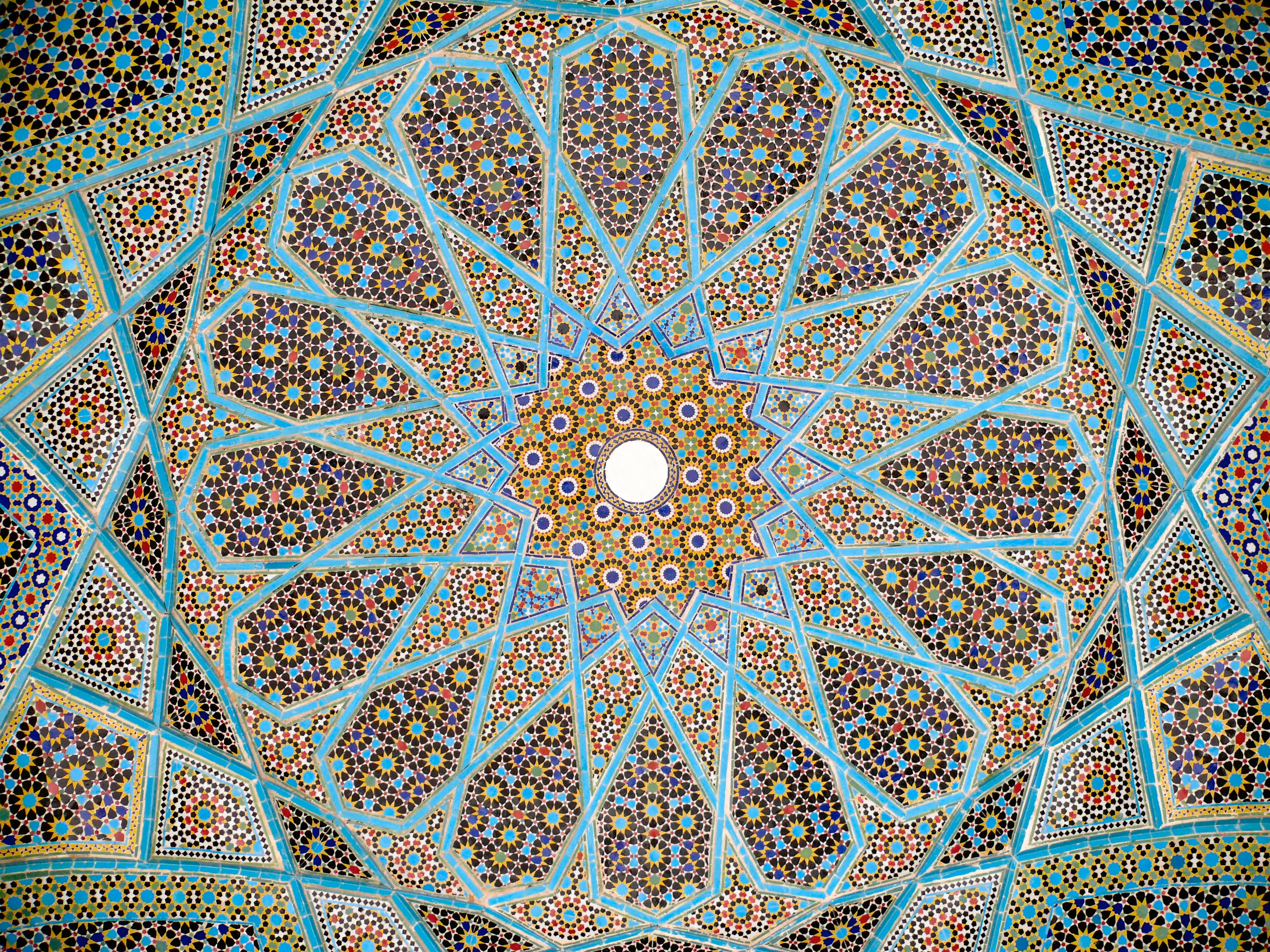
Ladrilhos geométricos de arabescos na parte inferior da cúpula da tumba de Hafiz Shirazi em Xiraz, Irã

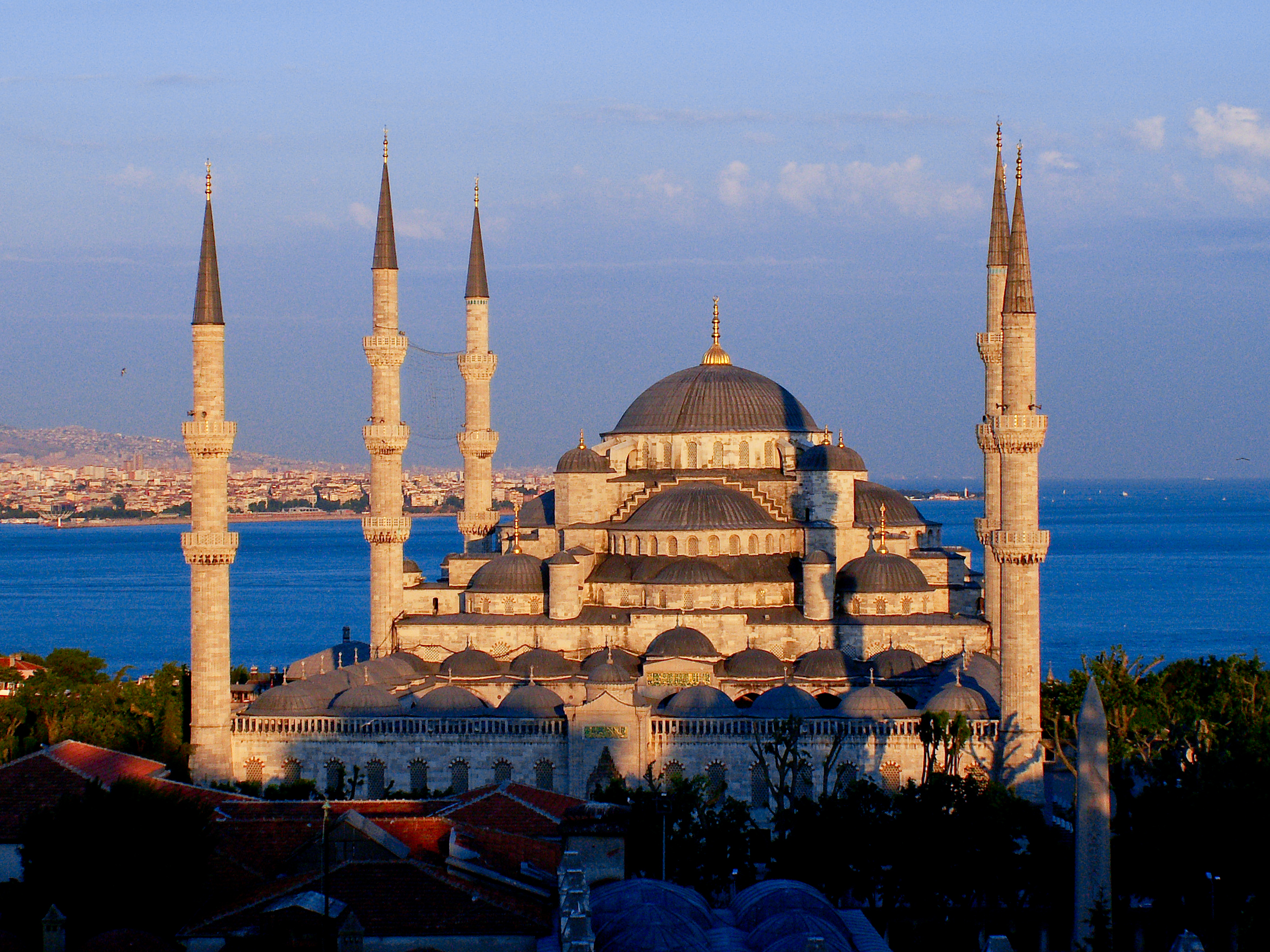
Vista da Mesquita Azul (de Sultanahmet) em Istambul, Turquia

O termo “cultura islâmica” pode ser usado para significar aspectos da cultura que pertencem à religião, como festivais e código de vestimenta. Também é usado de forma controversa para denotar os aspectos culturais do povo tradicionalmente muçulmano. Finalmente, "civilização islâmica" também pode referir-se aos aspectos da cultura sintetizada pelos primeiros califados, incluindo a dos não-muçulmanos, às vezes referida como "islamizada".
A arte islâmica abrange as artes visuais, incluindo campos tão variados como arquitetura, caligrafia, pintura e cerâmica, entre outros. Embora a confecção de imagens de seres animados tenha sido muitas vezes desaprovada em conexão com leis contra a idolatria, esta regra tem sido interpretada de diferentes maneiras por diferentes estudiosos e em períodos históricos distintos. Esta restrição tem sido usada para explicar a prevalência da caligrafia e dos mosaicos como aspectos-chave da cultura artística islâmica. Além disso, a representação de Maomé é uma questão controversa entre os muçulmanos. Na arquitetura islâmica, diversas culturas mostram influência, como a arquitetura islâmica norte-africana e espanhola, como a Grande Mesquita de Cairuão, contendo colunas de mármore e pórfiro de edifícios romanos e bizantinos, enquanto as mesquitas na Indonésia costumam ter telhados de vários níveis de estilos javaneses locais.
O calendário islâmico é um calendário lunar que começa com a Hégira do ano 622, uma data que teria sido escolhida pelo califa Omar por ter sido um importante ponto de viragem na sorte de Maomé. Os dias sagrados islâmicos caem em datas fixas do calendário lunar, o que significa que ocorrem em estações diferentes em anos diferentes no calendário gregoriano. Os festivais islâmicos mais importantes são o Eid al-Fitr (em árabe: عيد الفطر) no dia 1º de Xaual, marcando o fim do mês de jejum do Ramadã, e Eid al-Adha (عيد الأضحى) no dia 10 de Dulrija, coincidindo com o final do Haje (peregrinação).
Os muçulmanos culturais são indivíduos religiosamente não praticantes que ainda se identificam com o islamismo devido aos antecedentes familiares, às experiências pessoais ou ao ambiente social e cultural em que cresceram.

### Lugares sagrados
A Caaba ("O Cubo"), um edifício situado dentro da mesquita principal de Meca (A Grande Mesquita), na Arábia Saudita, é o local mais sagrado do islamismo. De acordo com o Alcorão, ela foi construída por Abraão (Ibraim) para que todas as pessoas fossem ali celebrar os ritos da haje. O segundo local sagrado do islamismo é a Mesquita do Profeta, na cidade de Medina, cidade para a qual Maomé e os primeiros muçulmanos fugiram (num movimento conhecido como Hégira), e onde se encontra o seu túmulo. A cidade de Jerusalém é o terceiro local sagrado do islamismo. Este estatuto advém da sua associação aos profetas anteriores a Maomé e sobretudo pelo fato de os muçulmanos acreditarem que o profeta teria viajado para esse local durante a noite, cavalgando um ser denominado Buraque, numa viagem conhecida como Isra. Uma vez em Jerusalém, ele teria ascendido ao céu (Mi’raj), onde dialogou com Deus e outros profetas, entre os quais Moisés e Jesus. No local de Jerusalém onde se acredita que Maomé subiu ao céu, foi construída a Cúpula da Rocha, em cerca de 690, e a Mesquita de Al-Aqsa, sobre as ruínas do antigo Templo de Salomão dos judeus.
Os muçulmanos xiitas consideram ainda como sagradas as cidades de Carbala e Najafe, ambas no Iraque. Na primeira, ocorreu o martírio de Hussein (filho de Ali e neto de Maomé) e dos seus companheiros, quando este contestava o Califado Omíada. No Irão, devem também ser salientadas duas cidades sagradas para os xiitas, Mexede e Qom.

## Influências em outras religiões

Igreja cristã ao lado de uma mesquita em Beirute, no Líbano

Alguns movimentos, como os drusos, Berguata e Ha-Mim, ou emergiram do islamismo ou passaram a compartilhar certas crenças islâmicas, e se cada um é uma religião separada ou uma seita do islamismo é às vezes controverso. A fé drusa separou-se ainda mais do ismaelismo à medida que desenvolveu suas próprias doutrinas únicas e, finalmente, separou-se completamente do ismaelismo e do islamismo; estes incluem a crença de que o Imam Aláqueme Biamir Alá era Deus encarnado. O iazdanismo é visto como uma mistura de crenças curdas locais e da doutrina sufista islâmica introduzida no Curdistão pelo xeque Adi ibne Muçafir no século XII. O babismo origina-se do xiismo duodecimano que passou por Saíde Ali Maomé, enquanto um de seus seguidores, Baha'u'llah, fundou a Fé Bahá'í. O siquismo, fundado pelo Guru Nanak no Panjabe do final do século XV, incorpora principalmente aspectos do hinduísmo, com algumas influências islâmicas.
O islamismo reconhece elementos de verdade no judaísmo e no cristianismo. Todos os profetas do judaísmo são reconhecidos também como profetas no islamismo, assim como Jesus, que de acordo com a perspectiva muçulmana teria anunciado a vinda de Maomé. Para os seguidores dessas duas crenças, o Alcorão reservou a noção de "Povos do Livro" (Ahl al-Kitab), estabelecendo que devem ser tolerados devido ao fato de possuírem escrituras sagradas. De acordo com o Alcorão, "aqueles que não crêem, entre o Povo do Livro e os idólatras, permanecerão no fogo do inferno. Eles são os piores dos seres criados". Um grande número de países islâmicos proíbem a apostasia (abandono do islamismo) com a pena capital.
Os cristãos são perseguidos em várias regiões do mundo de maioria muçulmana, como Afeganistão, Somália, Líbia, Paquistão, Eritreia, Sudão, Iemen, Irão, Nigéria e Arábia Saudita, entre outros. Também correntes do islamismo que se encontram em minoria em determinados países islâmicos têm sido alvo de perseguição por outros muçulmanos: por exemplo os Ahmadi no Paquistão, os xiitas na Arábia Saudita. E, por sua vez, os sunitas e os bahai no Irão. O xeique sunita Ahmed el-Tayeb, imame da Mesquita de Alazar e Reitor da Universidade com o mesmo nome, do Cairo, Egito, desde 2010, afirma que não há contradição entre defender o princípio da liberdade religiosa e sancionar o assassinato de cidadãos simplesmente por mudar suas crenças religiosas. Para al-Tayyeb, "a liberdade de crença é uma coisa e a liberdade de renunciar a uma crença religiosa particular (isto é, o islamismo) é outra coisa". Para o xiita Ruhollah Khomeini, todos os não muçulmanos são considerados impuros, da mesma maneira que a urina e as fezes, o cão e o porco.

## Críticas

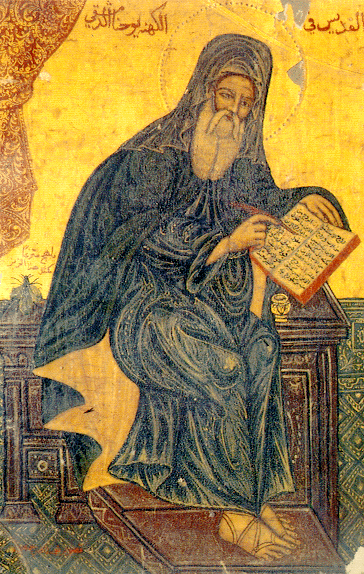
João de Damasco, sob o califado omíada, via as doutrinas islâmicas como uma miscelânea da Bíblia.

As críticas ao islamismo existem desde seus estágios formativos. As primeiras vieram de autores judeus, como ibne Camuna, e de autores cristãos, muitos dos quais viam o islamismo como uma heresia ou uma forma de idolatria, geralmente explicando-o em termos apocalípticos.
Escritores cristãos criticaram as descrições sensuais do paraíso feitas pelo Islã. As doutrinas do teólogo católico Agostinho de Hipona, por exemplo, levaram ao amplo repúdio ao prazer corporal tanto na vida terrena quanto na vida após a morte. Ali ibn Sahl Rabban al-Tabari, no entanto, defendeu a descrição corânica do paraíso afirmando que a Bíblia também implica tais ideias, como beber vinho no Evangelho de Mateus.
Imagens difamatórias de Maomé, derivadas de representações da Igreja Bizantina do início do século VII, aparecem no poema épico do século XIV, Divina Comédia, de Dante Alighieri. Aqui, Maomé é retratado no oitavo círculo do inferno, junto com Ali. Dante não culpa o islamismo como um todo, mas acusa Maomé de cisma, ao estabelecer outra religião depois do cristianismo.
Outras críticas centram-se no tratamento dispensado aos indivíduos nos países modernos de maioria muçulmana, incluindo questões relacionadas com os direitos humanos, particularmente em relação à aplicação da lei islâmica. Além disso, após a recente tendência multiculturalista, a influência do islamismo na capacidade de assimilação dos imigrantes muçulmanos no Ocidente tem sido criticada.

### Fundamentalismo e radicalismo

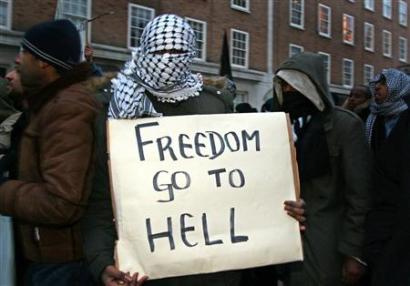
Protesto em Londres (2006) contra as caricaturas de Maomé. O cartaz, que é carregado por um manifestante com um lenço palestino, diz em inglês: "Liberdade, vá para o inferno"

Correntes radicais do islamismo frequentemente são acusadas de atos terroristas, como os atentados às Torres Gêmeas, protagonizados nos ataques de 11 de setembro de 2001 pela Al Qaeda. E a defesa intolerante da extinção do Estado de Israel defendida pelo grupo terrorista Hamas. Em sua carta de fundação, por exemplo, o Hamas é claro na defesa da destruição do Estado Sionista, sendo apoiado pela maioria do povo palestino. Fundamentalistas também defendem a submissão da mulher, a perseguição a cristãos e o assassinato de dissidentes em países islâmicos. Estima-se que aproximadamente quatro milhões de cristãos libaneses emigraram de seu país em consequência das pressões impostas pelos muçulmanos.
A condição de vida das mulheres também é precária em países fundamentalistas islâmicos, como a Arábia Saudita: "Para o pensamento ortodoxo muçulmano, a mulher vale menos do que o homem, explica Leila Ahmed, especialista em estudos da mulher e do Oriente Próximo da Universidade de Massachusetts, nos Estados Unidos […]". Assim sendo, violências físicas e tratamentos desumanos, como o apedrejamento, são constantes entre os países fundamentalistas: "Segundo a lei islâmica denominada Sharia (Shari'ah ou Charia), uma mulher considerada adúltera deve ser enterrada até o pescoço (ou as axilas) e apedrejada até a morte […]".
A intolerância a críticas também é alvo constante de respostas por parte da imprensa às vertentes radicais do islã, como charges consideradas insultuosas para alguns muçulmanos, algo comum no Ocidente e sua contraparte cristã. O Papa Bento XVI, por exemplo, foi ameaçado de morte por considerar o islamismo uma religião violenta.